# Transports en commun de Calais
Imag'in est le réseau de transport en commun organisé par le SITAC (Syndicat Intercommunal des Transports urbains de l'Agglomération du Calaisis) qui regroupe la communauté d'agglomération Grand Calais Terres et Mers composée de 14 communes : Bonningues-lès-Calais, Calais, Coquelles, Coulogne, Escalles, Fréthun, Hames-Boucres, Les Attaques, Marck, Nielles-lès-Calais, Peuplingues, Pihen-lès-Guînes, Saint-Tricat et Sangatte, ainsi que de la commune de Guînes dans le département du Pas-de-Calais en Hauts-de-France.

## Historique
En juillet 2004, la Société des Transports de Calais et Extensions (STCE) emménage dans un nouveau dépôt situé dans le quartier du Fort-Nieulay. Ce nouveau dépôt dispose de plus de places de stationnement pour les bus, de nouveaux locaux et d'équipements modernes. L'ancien dépôt, situé en plein centre-ville de Calais dans la rue Caillette, a été en partie rasé et transformé en parking .
En 2005, le réseau était composé de 11 lignes régulières centralisées pour la plupart autour de la gare routière du théâtre. La même année est créée la navette de centre-ville nommée Balad'in. Cette navette relie le théâtre à la rue de la mer.
En 2008 est créée la Div'in, une liaison estivale reliant le théâtre au Cap Blanc-Nez et exploitée à l'aide de deux bus à impériale. Cette desserte est complétée par la ligne 9.

### Naissance du réseauImag'in
Le 4 janvier 2010, le réseau Calais Opale Bus change de nom et devient Imag'in. Ce changement de nom s'accompagne d'une nouvelle identité visuelle sur les véhicules ainsi que d'une profonde restructuration du réseau.
Une nouvelle ligne 1 est créée et relie désormais la Cité Europe et la commune de Marck avec deux branches (1A et 1B) en remplacement des anciennes lignes 1, 5 et 7. La ligne 3 est prolongée du théâtre jusqu'au site de l'hôpital, alors en construction, et de la nouvelle maison de retraite en desservant la zone Curie. La ligne 4 relie désormais le quartier du Fort-Nieulay au quartier du Beau-Marais. La ligne 9 qui reliait le théâtre à Sangatte, devient la ligne 5 sans changement d'itinéraire. La ligne 6 voit son tracé modifié au sein de la commune de Guînes. L'ancienne ligne 8 est scindée en 2 lignes : la section entre le théâtre et Coulogne via la zone Curie et le Virval devient la ligne 7, l'autre section entre le pôle administratif et Coulogne via le quartier du Pont du Leu forme la ligne 8. La ligne 10 est prolongée de 2 arrêts au sein du quartier du Beau-Marais. La ligne 11 reste inchangée. La navette du centre-ville est prolongée au nord jusqu'à la CCI et au sud jusqu'au boulevard Lafayette.
Un nouveau réseau dominical est également créé. Ce dernier est composé 7 de lignes reprenant les itinéraires des lignes de semaine. La ligne A reprend le tracé de la ligne 1, la ligne B celui de la ligne 2, la ligne C regroupe le tracé des lignes 3 et 5, la ligne D reprend le tracé de la ligne 4, la ligne E celui de la ligne 6 et les lignes F et G reprennent respectivement celui des lignes 7 et 8.
Le 17 juillet 2010, le service Vel'in est lancé. Il s'agit d'un système de vélos en libre-service, mis à disposition dans 18 stations réparties sur les communes de Calais et Sangatte Blériot-Plage. La location se fait à partir d'une carte ou d'un téléphone portable.
En septembre 2012, quelques adaptations des lignes ont lieu. La branche 1B de la ligne 1 est prolongée jusqu'à l'arrêt Marck - Mairie, également terminus de la branche 1A. La ligne 2 est prolongée du théâtre à la zone Curie. Les lignes 7 et 8 sont modifiées, ces 2 lignes échangent leurs itinéraires et sont toutes les deux prolongées jusqu'au nouvel hôpital de Calais, tout comme la ligne 10.
Le 15 juin 2013 est mis en service la navette fluviale Majest'in. Cette navette fluviale relie le centre de Calais à Coulogne en empruntant le canal de Calais et dispose de 5 arrêts équipés de pontons flottants. La navette est assurée par un bateau spécialement construit baptisé Calais Majest'in. L'exploitation de la navette revient à la STCE.

### Première restructuration en 2017
Le 2 janvier 2017, le réseau est de nouveau restructuré. Une nouvelle identité visuelle plus moderne est mise en place et les bus arborent une nouvelle livrée principalement mauve. La STCE est reconduite pour l'exploitation du réseau pour une durée de 11 ans. Cette restructuration fait suite à l'intégration des communes de Fréthun, Hames-Boucres, Les Attaques et Nielles-lès-Calais au sein de la communauté d'agglomération du Calaisis et donc du SITAC.
La ligne 1 voit son tracé modifié à Marck, la branche 1A est prolongé jusqu'à l'arrêt Rond-Point d'Oye à l'entrée de la commune et la branche 1B est prolongée jusqu'à l'aéroport de Calais - Dunkerque. À l'hôpital de Calais, un nouvel arrêt accessible par le biais d'un ascenseur a été aménagé au sous-sol afin de rapprocher les usagers des bus de l'entrée de l'hôpital. À cette occasion, la ligne 2 abandonne sa boucle du quartier Beau-Marais et est prolongée jusqu'à l'EHPAD La Roselière en desservant l'hôpital. La ligne 5 est déviée au niveau de la plage afin de desservir le site du nouveau camping de Calais. La ligne 6 devient ligne circulaire à double-sens entre le quartier du Pont du Leu à Calais et la commune de Guînes, elle dessert en plus de son tracé originel les communes de Fréthun, Nielles-lès-Calais et Hames-Boucres. Ce nouvel itinéraire passe à proximité de la gare TGV de Calais - Fréthun. La ligne 7 devient une ligne circulaire, en plus de son tracé originel, elle dessert le sud du Beau-Marais et le boulevard Victor Hugo avant de revenir au théâtre. La ligne 8 est prolongée jusqu'à la commune des Attaques, en passant par Coulogne, au hameau du Pont-d'Ardres où elle dessert la gare éponyme. Enfin, la navette Balad'in est prolongée au sud jusqu'au pont de Vic via une nouvelle boucle desservant ce secteur,.
Dans le cadre de cette restructuration de nouveaux bus, achetés d'occasions, sont mis en service, il s'agit de 5 GX 327 et de 7 Citaro Facelift.
En avril 2017, la commune d'Escalles rejoint à son tour Grand Calais Terres et Mers, la ligne 5 ainsi que la Div'in sont prolongés jusque Haut Escalles uniquement les week-ends d'avril à juin et de septembre à octobre, ainsi que tous les jours en juillet et août. En compensation de cette faible desserte, la ligne 505 du réseau interurbain du Pas-de-Calais est accessible toute l'année avec la tarification du réseau pour un trajet entre Calais et Escalles.
Le 4 septembre 2017, une nouvelle ligne reliant la gare TGV de Calais - Fréthun à la zone Eurotunnel en passant par la Cité Europe est créée, il s'agit de la ligne 12. Cette ligne fonctionne du lundi au vendredi, sur réservation, à raison d'un aller-retour par jour. Un retour supplémentaire est proposé le vendredi.
Le 3 septembre 2018, la ligne 8 est prolongée de la gare SNCF de Calais à la zone commerciale des Cailloux en passant par le lycée Coubertin et le quartier du Fort-Nieulay.
Quelques jours plus tard, le 17 septembre 2018, le SITAC met en service ses 2 premiers bus hybrides standards roulant au diesel et à l'électricité. Ces véhicules, des Urbanway construits par Iveco Bus, sont d'anciens véhicules de démonstration qui ont circulé sur plusieurs réseaux en France et arborent une nouvelle livrée grise. L'un de ces deux véhicules avait circulé à Calais pour être tester.
En novembre 2018, durant le mouvement des Gilets jaunes, la maire de Calais et présidente de Grand Calais Terres et Mers, Natacha Bouchart, annonce vouloir instaurer la gratuité totale des transports en commun à Calais d'ici l'année 2020 à l'image de l'agglomération dunkerquoise. Quelques jours plus tard, à l'issue de la conférence des maires de l'agglomération, la gratuité totale des transports en commun à Calais est approuvée et sera mise en application à partir du 1er janvier 2020.
Entre le 14 et le 22 septembre 2019, un test grandeur nature de la gratuité des transports est effectué. Ce test a pour vocation de mesurer les habitudes de déplacements des habitants et ainsi de pouvoir adapter le réseau pour la mise en place définitive de la gratuité quelques mois plus tard.

### Mise en place de la gratuité
Initialement prévue pour le 1er janvier 2020, la gratuité totale des transports en commun est mise en application de manière anticipée dès le 21 décembre 2019. Cependant les modifications du réseau n'entre qu'en vigueur le 2 janvier 2020.
Le 2 janvier 2020, des modifications du réseau ont lieu, notamment suite à l'intégration des communes de Bonningues-lès-Calais, Peuplingues, Pihen-lès-Guînes et Saint-Tricat au sein de la communauté d'agglomération Grand Calais Terres et Mers. La ligne 1 est désormais exploitée à l'aide de 8 nouveaux bus hybrides articulés. La ligne 2 est prolongée jusqu'au lycée du Détroit. Les lignes 2, 3 et 4 voient leurs fréquences améliorées grâce à l'ajout d'un véhicule supplémentaire sur chacune d'entre elles. La commune de Saint-Tricat, qui voyait passer les bus de la ligne 6 sans s'y arrêter, bénéficie désormais d'un arrêt dans la commune. La ligne 8 est prolongée d'un arrêt aux Attaques, le nouveau terminus est donc Chemin du Contre Halage. La ligne 12 est désormais limitée à l'arrêt Place de Cantorbery au nord de la Cité Europe. Une nouvelle ligne est créée, la ligne 13, qui relie le théâtre de Calais à Guînes en passant par la Cité Europe et les communes de Peuplingues, Bonningues-lès-Calais et Pihen-lès-Guînes. La navette Balad'in est prolongée au nord jusqu'au terminal transmanche du port de Calais.
Le service de location de vélos à assistance électrique en libre-service baptisé Velect'in est également mis en service. Ce service payant dès la première minute de location, est composé de 5 stations situées à Blériot-Plage, Calais, Coquelles et Marck.
Durant l'été 2020, entre le 4 juillet et le 30 août, est mis en place une navette reliant le parking Asfeld, le front de mer et le Dragon de Calais. Cette navette circule tous les jours entre 11 h 45 et 19 h 45 avec un passage toutes les 20 minutes. Elle est assurée par un GX 317 repeint à l'effigie du dragon.
Au mois d'août 2020 débutent le chantier du nouveau pôle d'échange multimodal de la gare de Calais. Cette nouvelle gare routière doit remplacer à terme la gare routière du théâtre et sera composée de 12 quais dont 10 exclusivement réservés aux bus urbains.
En novembre 2021, la navette Balad'in est prolongée jusqu'au nouveau terminal ferry du port de Calais.

### Ouverture du pôle d'échange multimodal (PEM)
Le 14 mars 2022, le nouveau pôle d'échange multimodal est mis en service et le réseau connaît une nouvelle fois des modifications. Les lignes 5, 6, 7 et 13 effectuent désormais leurs terminus à la gare.
La principale modification concerne la ligne 4, dont le tracé a été grandement modifié. À l'ouest, la ligne est prolongée jusqu'à l'arrêt Centre Commercial La Française offrant une correspondance avec les lignes 1 et 3. L'itinéraire au sein du quartier du Fort-Nieulay est simplifié. Après avoir desservi le pôle d'échange, la ligne bifurque au niveau de l'hôtel de ville pour desservir le nouveau centre administratif et récupère l'avenue Louis Blériot, le théâtre ainsi que le boulevard Lafayette ne sont plus desservis. Au sein du quartier du Beau-Marais, la ligne emprunte désormais les grands axes afin de simplifier la desserte du quartier. Ces modifications de tracé s'accompagne d'une augmentation de la fréquence à 14 minutes contre 20 auparavant, et l'exploitation se fait principalement à l'aide de bus articulés.
Les autres lignes sont également concernées, la ligne 1A effectue désormais une boucle au sein du quartier du Beau-Marais reprenant la desserte abandonnée par la ligne 4. La ligne 3 dessert désormais le chemin Castres et la rue Vallès, le terminus dans la zone hospitalière devient La Roselière. La ligne 7 n'est plus une ligne circulaire, la section desservant les boulevards Lafayette et Victor Hugo est abandonnée. La ligne 8 voit son tracé modifié au sein du quartier du Fort-Nieulay. La navette Balad'in voit son itinéraire modifié au sud, le terminus devient Nation, et la ligne emprunte la rue de Vic sur toute sa longueur.
Les lignes de transports scolaires sont également modifiées et bénéficient d'une nouvelle numérotation.
Le 1er septembre 2022, de nouvelles modifications du réseau entrent en application. La ligne 3 retrouve son ancien itinéraire au Virval ainsi que son ancien terminus des Cliniques du Virval. La ligne 4 voit son tracé modifié au Beau-Marais afin de desservir le pôle secondaire Corot et ainsi offrir une nouvelle correspondance avec les lignes 1, 2 et 10. Le terminus de la ligne 7 est transféré à l'arrêt Coubertin à proximité du lycée éponyme. De plus cette ligne redevient circulaire en reprenant la desserte du chemin Castres abandonnée par la ligne 3, et en desservant l'avenue Blériot et le quai de l'Yser. La navette Balad'in est une nouvelle fois modifiée, elle retrouve son terminus au pont de Vic et dessert de nouveau la rue Chanzy.
Le 2 janvier 2023, la ligne 10 voit son itinéraire modifié aux Hemmes de Marck, désormais la desserte du hameau se fait via une boucle à sens unique, le terminus est déplacé à un nouvel arrêt Charcot.
Le 28 août 2023, la desserte de la commune d'Escalles est amélioré avec la création d'un service de transport à la demande baptisé Prox'in 5. Ce service permet aux usagers de se déplacer entre la commune et le terminus Descenderie de la ligne 5 situé à Sangatte. Auparavant la commune n'était desservie qu'en période estivale par la ligne 5 et la Div'in ainsi que par la ligne interurbaine 427 du réseau Oscar.

## Réseau actuel

### Réseau de semaine
Le réseau de semaine est composé de 10 lignes de bus, d'une navette de centre-ville et d'une navette fluviale.

#### Lignes classiques
| Ligne | Caractéristiques | Caractéristiques                                                                                                   | Caractéristiques                                                                                                   | Caractéristiques                                                                                                   | Caractéristiques                                                                                                   | Caractéristiques                                                                                                   | Caractéristiques                                                                                                   | Caractéristiques                                                                                                   | Caractéristiques                                                                                                   |
| 1     | Place de Cantorbery ⥋ Marck – Rond-Point d'Oye ( 1A ) / Marck – Aérodrome de Calais-Dunkerque ( 1B ) | Place de Cantorbery ⥋ Marck – Rond-Point d'Oye ( 1A ) / Marck – Aérodrome de Calais-Dunkerque ( 1B )               | Place de Cantorbery ⥋ Marck – Rond-Point d'Oye ( 1A ) / Marck – Aérodrome de Calais-Dunkerque ( 1B )               | Place de Cantorbery ⥋ Marck – Rond-Point d'Oye ( 1A ) / Marck – Aérodrome de Calais-Dunkerque ( 1B )               | Place de Cantorbery ⥋ Marck – Rond-Point d'Oye ( 1A ) / Marck – Aérodrome de Calais-Dunkerque ( 1B )               | Place de Cantorbery ⥋ Marck – Rond-Point d'Oye ( 1A ) / Marck – Aérodrome de Calais-Dunkerque ( 1B )               | Place de Cantorbery ⥋ Marck – Rond-Point d'Oye ( 1A ) / Marck – Aérodrome de Calais-Dunkerque ( 1B )               | Place de Cantorbery ⥋ Marck – Rond-Point d'Oye ( 1A ) / Marck – Aérodrome de Calais-Dunkerque ( 1B )               | Place de Cantorbery ⥋ Marck – Rond-Point d'Oye ( 1A ) / Marck – Aérodrome de Calais-Dunkerque ( 1B )               |
| ----- | --- | --- | --- | --- | --- | --- | --- | --- | --- |
| 1     | Ouverture / Fermeture — / — | Longueur 18,2 km                                                                                                   | Durée 55-60 min | Nb. d’arrêts 53 | Matériel Urbanway 18 Hybride                                                                                       | Jours de fonctionnement L, Ma, Me, J, V, S                                                                         | Jour / Soir / Nuit / Fêtes O / O / N / N                                                                           | Voy. / an 1 723 066                                                                                                | Exploitant STCE |
| 1     | Desserte : - Communes : Coquelles – Calais – Marck - Principaux lieux desservis : Centre commercial Cité Europe, Zone d'activités Cité de l'Europe, Parc de la Rouge Cambre, Clinique des 2 Caps, Centre commercial La Française, Fort Nieulay, Théâtre Le Channel, Lycée Sophie Berthelot, Théâtre de Calais, Centre-ville de Calais, Centre commercial Cœur de vie, Cimetière sud, IUT du Littoral, Université du Littoral Côte d'Opale (ULCO), Centre commercial Mi-Voix, Zone industrielle du Beau Marais, Mairie de Marck, Aéroport de Calais - Dunkerque, Cimetière de Marck, Complexe sportif Hubert Seban, Zone industrielle Marcel Doret. - Arrêts non accessibles aux personnes à mobilité réduite : Place de Cantorbery, Berthelot, Foyer de l'Âge d'Or, Pont Pollaert, Rond-Point d'Oye (dir. Place de Cantorbery), Lefebvre, Hôtel des Entreprises, Les Dryades (dir. Aérodrome), Gendarmerie, Marck – Étang (dir. Aérodrome), Marck – Stade, Curie, Chardonnerets, Corneille, Aérodrome de Calais-Dunkerque. | | | | | | | | |
| 1     | Autre : - Amplitude horaire et fréquence : - de septembre à juin : La ligne circule de 6 h 0 à 20 h 50 (21 h 30 le vendredi) avec un passage toutes les 15 à 17 minutes en moyenne sur le tronc commun et toutes les 30 à 35 minutes sur les branches 1A et 1B . - été : La ligne circule de 6 h 0 à 20 h 50 (21 h 30 le vendredi) avec un passage toutes les 20 minutes en moyenne sur le tronc commun et toutes les 40 minutes sur les branches 1A et 1B . - Particularités : - Certains bus ont pour origine/destination Le Channel, Porte de Paris ou Théâtre. - Les bus de la branche 1A, effectue une boucle à sens unique dans le quartier du Beau-Marais entre les arrêts Renoir et Corot. Ils desservent les arrêts : Greuze, Poussin, Louis David, IUT, Lebeurre, Centre Commercial Mi-Voix et Guynemer. - À partir de 20 h 0, les bus en provenance de Marck ont pour terminus Alger. - À partir de 19 h 30, les bus partant de Place de Cantorbery ont pour terminus Calais – Gare. - Le vendredi soir, un départ supplémentaire de Cité Europe se fait à 21 h 10 et a pour terminus Calais – Gare. - Date de dernière mise à jour : 21 avril 2023. | | | | | | | | |
| 1     | Dernière actualisation : — | | | | | | | | |
| 2     | Lycée du Détroit ⥋ La Roselière | Lycée du Détroit ⥋ La Roselière                                                                                    | Lycée du Détroit ⥋ La Roselière                                                                                    | Lycée du Détroit ⥋ La Roselière                                                                                    | Lycée du Détroit ⥋ La Roselière                                                                                    | Lycée du Détroit ⥋ La Roselière                                                                                    | Lycée du Détroit ⥋ La Roselière                                                                                    | Lycée du Détroit ⥋ La Roselière                                                                                    | Lycée du Détroit ⥋ La Roselière                                                                                    |
| 2     | Ouverture / Fermeture — / — | Longueur 13,2 km                                                                                                   | Durée 45-50 min | Nb. d’arrêts 42 | Matériel Crealis Neo 12 GX 327 Urbanway 12 Hybride Citelis 18 GX 427                                               | Jours de fonctionnement L, Ma, Me, J, V, S                                                                         | Jour / Soir / Nuit / Fêtes O / O / N / N                                                                           | Voy. / an — | Exploitant STCE |
| 2     | Desserte : - Commune : Calais - Principaux lieux desservis : Lycée du Détroit, AFPA, Z.A.C Saint-Pierre, Gare des Fontinettes, Collège Jeanne d'Arc, Théâtre de Calais, Centre commercial Cœur de vie, Centre-ville de Calais, Parc Saint-Pierre, Hôtel de ville de Calais, Gare de Calais-Ville, Piscine Ranson, Parc Richelieu, CPAM du Pas-de-Calais, Complexe sportif Calypso, Lycée Léonard de Vinci, Piscine-Patinoire Icéo, Stade de l'Épopée, Centre commercial Mi-Voix, Gare de Beau-Marais, Clinique du Virval, Centre Hospitalier de Calais. - Arrêts non accessibles aux personnes à mobilité réduite : Lycée du Détroit, Détroit, Ovide, Pont Curie, Centre de Formation, Galerie Saint-Pierre, Porte de Lille, Cheval Gris, Fontinettes, Einstein, Bobino, Denis Papin, Cœur de Vie, Ranson (dir. Lycée du Détroit), George V, Place Danemark, Meuse, Descartes, Diderot, Bossuet, Porte de Gravelines, Rue du Nord, Les Oyats, Langevin, Grande Rue (dir. La Roselière), Martin du Gard, Calypso, Frédéric Passy, Beau Marais. | | | | | | | | |
| 2     | Autre : - Amplitude horaire et fréquence : - de septembre à juin : La ligne circule de 6 h 15 à 20 h 30 avec un passage toutes les 15 à 20 minutes en moyenne. - été : La ligne circule de 6 h 10 à 20 h 30 avec un passage toutes les 30 minutes. - Particularités : - Les 4 derniers départs de La Roselière ont pour terminus Calais – Gare. - Les 3 derniers départs de Lycée du Détroit ont pour terminus Calais – Gare. - Certains bus ont pour origine/destination Calais – Gare. - Date de dernière mise à jour : 21 avril 2023. | | | | | | | | |
| 2     | Dernière actualisation : — | | | | | | | | |
| 3     | Centre Commercial La Française ⥋ Les Cliniques du Virval | Centre Commercial La Française ⥋ Les Cliniques du Virval                                                           | Centre Commercial La Française ⥋ Les Cliniques du Virval                                                           | Centre Commercial La Française ⥋ Les Cliniques du Virval                                                           | Centre Commercial La Française ⥋ Les Cliniques du Virval                                                           | Centre Commercial La Française ⥋ Les Cliniques du Virval                                                           | Centre Commercial La Française ⥋ Les Cliniques du Virval                                                           | Centre Commercial La Française ⥋ Les Cliniques du Virval                                                           | Centre Commercial La Française ⥋ Les Cliniques du Virval                                                           |
| 3     | Ouverture / Fermeture — / — | Longueur 14,8 km                                                                                                   | Durée 50 min | Nb. d’arrêts 43 | Matériel Citaro Facelift Crealis Neo 12                                                                            | Jours de fonctionnement L, Ma, Me, J, V, S                                                                         | Jour / Soir / Nuit / Fêtes O / O / N / N                                                                           | Voy. / an 378 093                                                                                                  | Exploitant STCE |
| 3     | Desserte : - Communes : Coquelles – Sangatte – Blériot-Plage – Calais - Principaux lieux desservis : Centre commercial La Française, Base nautique Tom Souville, VVF Blériot-Plage, Camping Le Fort Lapin, Collège Louis Blériot, Église de Blériot-Plage, Mairie de Blériot-Plage, Cimetière de Blériot-Plage, Plage de Calais, Résidence Front de mer, Dragon de Calais, Fort Risban, Port de plaisance de Calais, Fédération maritime du Port de Calais, Chambre de commerce et de l'industrie (C.C.I.), Phare de Calais, Parc Richelieu, Piscine Ranson, Centre-ville de Calais, Gare de Calais-Ville, Hôtel de ville de Calais, Parc Saint-Pierre, Centre commercial Cœur de vie, Théâtre de Calais, Église Saint-Pierre, Collège Les Dentelliers, AFPA, Lycée du Détroit, Centre hospitalier de Calais. - Arrêts non accessibles aux personnes à mobilité réduite : Base de Voile, Camping de Blériot (dir. Cliniques du Virval), Mozart, Berlioz, Château d'Eau (dir. Cliniques du Virval), Monument de Blériot, Jean de Vienne, Auberge de Jeunesse, Gavet, Place de Suède, Place Lorraine, Place Danemark, George V, Ranson (dir. Cliniques du Virval), Bourse, Four à Chaux, Archimède, Poilus, Place du Marché, Prairies, Copernic, Pont Curie, Ovide, Saint-Benoît, Détroit. | | | | | | | | |
| 3     | Autre : - Amplitude horaire et fréquence : - de septembre à juin : La ligne circule de 6 h 5 à 20 h 30 avec un passage toutes les 20 minutes en moyenne. - été : La ligne circule de 6 h 40 à 20 h 20 avec un passage toutes les 40 minutes. - Particularités : - Certains bus ont pour origine/destination Calais – Gare ou Langlet. - Date de dernière mise à jour : 21 avril 2023. | | | | | | | | |
| 3     | Dernière actualisation : — | | | | | | | | |
| 4     | Centre Commercial La Française ⥋ Utrillo | Centre Commercial La Française ⥋ Utrillo                                                                           | Centre Commercial La Française ⥋ Utrillo                                                                           | Centre Commercial La Française ⥋ Utrillo                                                                           | Centre Commercial La Française ⥋ Utrillo                                                                           | Centre Commercial La Française ⥋ Utrillo                                                                           | Centre Commercial La Française ⥋ Utrillo                                                                           | Centre Commercial La Française ⥋ Utrillo                                                                           | Centre Commercial La Française ⥋ Utrillo                                                                           |
| 4     | Ouverture / Fermeture — / — | Longueur 9,7 km | Durée 32 min | Nb. d’arrêts 32 | Matériel OmniCity G GX 427 Citelis 18 Urbanway 18 Hybride                                                          | Jours de fonctionnement L, Ma, Me, J, V, S                                                                         | Jour / Soir / Nuit / Fêtes O / O / N / N                                                                           | Voy. / an 677 817                                                                                                  | Exploitant STCE |
| 4     | Desserte : - Commune : Calais - Principaux lieux desservis : Centre Commercial La Française, Fort Nieulay, Collège Vauban, Centre bus du Fort-Nieulay, Lycée professionnel Pierre de Coubertin, Cimetière nord, Gare de Calais-Ville, Hôtel de ville de Calais, Parc Saint-Pierre, CPAM de Calais, Université du Littoral-Côte-d'Opale, Restaurant universitaire, I.U.T. du Littoral, Centre commercial Mi-Voix. - Arrêts non accessibles aux personnes à mobilité réduite : Rabat, Vauban, Constant Cronie, Ajaccio, Centre Bus, Coubertin, Stade du Souvenir, CPAM, Avenue Blériot, Condorcet, Delaroche, Pascal, Resto U, UFR, Martin Luther King, Centre Commercial Mi-Voix (dir. Centre Commercial La Française). | | | | | | | | |
| 4     | Autre : - Amplitude horaire et fréquence : - de septembre à juin : La ligne circule de 6 h 0 à 20 h 25 avec un passage toutes les 14 minutes. - été : La ligne circule de 6 h 5 à 20 h 30 avec un passage toutes les 25 à 30 minutes. - Particularités : - Certains bus ont pour origine Centre Bus ou destination Warocquier. - Durant la période été, la ligne dessert quelques fois par jour les arrêts Extrémité de Digue, Milieu de Digue et Camping de Calais. - Date de dernière mise à jour : 21 avril 2023. | | | | | | | | |
| 4     | Dernière actualisation : — | | | | | | | | |
| 5     | Calais – Gare ⥋ Sangatte – Descenderie / Escalles – Haut Escalles | Calais – Gare ⥋ Sangatte – Descenderie / Escalles – Haut Escalles                                                  | Calais – Gare ⥋ Sangatte – Descenderie / Escalles – Haut Escalles                                                  | Calais – Gare ⥋ Sangatte – Descenderie / Escalles – Haut Escalles                                                  | Calais – Gare ⥋ Sangatte – Descenderie / Escalles – Haut Escalles                                                  | Calais – Gare ⥋ Sangatte – Descenderie / Escalles – Haut Escalles                                                  | Calais – Gare ⥋ Sangatte – Descenderie / Escalles – Haut Escalles                                                  | Calais – Gare ⥋ Sangatte – Descenderie / Escalles – Haut Escalles                                                  | Calais – Gare ⥋ Sangatte – Descenderie / Escalles – Haut Escalles                                                  |
| 5     | Ouverture / Fermeture — / — | Longueur 14,7 km                                                                                                   | Durée 20-25 min | Nb. d’arrêts 27 | Matériel Ayats Bravo                                                                                               | Jours de fonctionnement L, Ma, Me, J, V, S                                                                         | Jour / Soir / Nuit / Fêtes O / N / N / N                                                                           | Voy. / an 159 951                                                                                                  | Exploitant STCE |
| 5     | Desserte : - Communes : Calais – Blériot-Plage – Sangatte – Escalles - Principaux lieux desservis : Gare de Calais-Ville, Piscine Ranson, Sous-préfecture, Citadelle, Port de plaisance de Calais, Dragon de Calais, Fort Risban, Résidence Front de mer, Plage de Calais, Camping de Calais, Église de Blériot-Plage, Mairie de Blériot-Plage, Cimetière de Blériot-Plage, Collège Louis Blériot, Camping Le Fort Lapin, Base nautique Tom Souville, VVF Blériot-Plage, Plage de Blériot-Plage, Plage de Sangatte, Mairie de Sangatte, Église de Sangatte, Cimetière de Sangatte, Puits de Sangatte, Cap Blanc-Nez, Mairie d'Escalles. - Arrêts non accessibles aux personnes à mobilité réduite : Citadelle, Résistance (dir. Sangatte), Gavet, Jean de Vienne, Auberge de Jeunesse, Milieu de Digue (dir. Calais – Gare), Camping de Calais, Château d'Eau (dir. Calais – Gare), Camping de Blériot (dir. Calais – Gare), Les Salines, Dos d'Âne, Le Relais, Sangatte – Mairie, Sangatte – Église (dir. Calais – Gare), Cap Blanc Nez, Escalles, Haut Escalles. | | | | | | | | |
| 5     | Autre : - Amplitude horaire et fréquence : - de septembre à juin : la ligne circule de 6 h 35 à 20 h 10 avec un passage toutes les 60 minutes. - été : la ligne circule de 6 h 25 à 19 h 50 avec un passage toutes les 60 à 70 minutes. - Particularités : - Durant les week-ends d'avril à juin et de septembre, la ligne est complétée par la Div'in. - La desserte d'Escalles n'est effectuée qu'en été à partir de 10 h 30. - Date de dernière mise à jour : 21 avril 2023. | | | | | | | | |
| 5     | Dernière actualisation : — | | | | | | | | |
| 6     | Calais – Gare ⥋ Guînes – La Bien Assise via Fréthun, Nielles-lès-Calais, Saint-Tricat ou via le marais de Coulogne | Calais – Gare ⥋ Guînes – La Bien Assise via Fréthun, Nielles-lès-Calais, Saint-Tricat ou via le marais de Coulogne | Calais – Gare ⥋ Guînes – La Bien Assise via Fréthun, Nielles-lès-Calais, Saint-Tricat ou via le marais de Coulogne | Calais – Gare ⥋ Guînes – La Bien Assise via Fréthun, Nielles-lès-Calais, Saint-Tricat ou via le marais de Coulogne | Calais – Gare ⥋ Guînes – La Bien Assise via Fréthun, Nielles-lès-Calais, Saint-Tricat ou via le marais de Coulogne | Calais – Gare ⥋ Guînes – La Bien Assise via Fréthun, Nielles-lès-Calais, Saint-Tricat ou via le marais de Coulogne | Calais – Gare ⥋ Guînes – La Bien Assise via Fréthun, Nielles-lès-Calais, Saint-Tricat ou via le marais de Coulogne | Calais – Gare ⥋ Guînes – La Bien Assise via Fréthun, Nielles-lès-Calais, Saint-Tricat ou via le marais de Coulogne | Calais – Gare ⥋ Guînes – La Bien Assise via Fréthun, Nielles-lès-Calais, Saint-Tricat ou via le marais de Coulogne |
| 6     | Ouverture / Fermeture — / — | Longueur 15,7 km                                                                                                   | Durée 30 min | Nb. d’arrêts 44 | Matériel Citelis 12 GX 337                                                                                         | Jours de fonctionnement L, Ma, Me, J, V, S                                                                         | Jour / Soir / Nuit / Fêtes O / N / N / N                                                                           | Voy. / an 208 237                                                                                                  | Exploitant Transdev Littoral Nord                                                                                  |
| 6     | Desserte : - Communes : Calais – Coquelles – Coulogne – Hames-Boucres – Fréthun – Nielles-lès-Calais – Saint-Tricat – Guînes - Principaux lieux desservis : Gare de Calais-Ville, Hôtel de ville de Calais, Parc Saint-Pierre, Théâtre de Calais, Centre-ville de Calais, Gare des Fontinettes, Église de Fréthun, Mairie de Fréthun, Résidence Les Coquelicots, Gare de Calais - Fréthun, Église de Nielles-lès-Calais, Mairie de Saint-Tricat, Mairie de Guînes, Centre des finances publiques de Guînes, Centre-ville de Guînes, Cimetière de Guînes, Collège Les Quatre Vents. - Arrêts non accessibles aux personnes à mobilité réduite : Cœur de Vie, Denis Papin, Bobino, Einstein, Cheval Gris, Café des Sports, Pont de Coulogne (direction Guînes), Planche Tournoire (direction Guînes), Meubles Barbier, Écluse Carrée (direction Guînes), Péniche, Laiterie, Place des Poilus, Camp du Drap d'Or, La Bien Assise (dir. Calais – Gare par Coulogne). | | | | | | | | |
| 6     | Autre : - Amplitude horaire et fréquence : La ligne circule de 5 h 45 à 20 h 35 avec un passage toutes les 30 à 45 minutes. - Particularités : - Le dernier départ de Calais – Gare à 19 h 45 a pour destination Mairie de Guînes par Coulogne, le dernier départ de la ligne se fait de Mairie de Guînes et a pour destination Calais – Gare par Coulogne. - Date de dernière mise à jour : 21 avril 2023. | | | | | | | | |
| 6     | Dernière actualisation : — | | | | | | | | |
| 7     | (Circulaire) Calais – Coubertin ⥋ via Mairie Annexe, Coulogne, Hôpital, Pascal | (Circulaire) Calais – Coubertin ⥋ via Mairie Annexe, Coulogne, Hôpital, Pascal                                     | (Circulaire) Calais – Coubertin ⥋ via Mairie Annexe, Coulogne, Hôpital, Pascal                                     | (Circulaire) Calais – Coubertin ⥋ via Mairie Annexe, Coulogne, Hôpital, Pascal                                     | (Circulaire) Calais – Coubertin ⥋ via Mairie Annexe, Coulogne, Hôpital, Pascal                                     | (Circulaire) Calais – Coubertin ⥋ via Mairie Annexe, Coulogne, Hôpital, Pascal                                     | (Circulaire) Calais – Coubertin ⥋ via Mairie Annexe, Coulogne, Hôpital, Pascal                                     | (Circulaire) Calais – Coubertin ⥋ via Mairie Annexe, Coulogne, Hôpital, Pascal                                     | (Circulaire) Calais – Coubertin ⥋ via Mairie Annexe, Coulogne, Hôpital, Pascal                                     |
| 7     | Ouverture / Fermeture — / — | Longueur 18,9 km                                                                                                   | Durée 55 min | Nb. d’arrêts 50 | Matériel Crealis Neo 12                                                                                            | Jours de fonctionnement L, Ma, Me, J, V, S                                                                         | Jour / Soir / Nuit / Fêtes O / N / N / N                                                                           | Voy. / an 356 828                                                                                                  | Exploitant STCE |
| 7     | Desserte : - Communes : Calais – Coquelles – Coulogne - Principaux lieux desservis : Lycée professionnel Pierre de Coubertin, Citadelle de Calais, Gare de Calais-Ville, Hôtel de ville de Calais, Parc Saint-Pierre, Centre commercial Cœur de vie, Centre-ville de Calais, Théâtre de Calais, Lycée Sophie Berthelot, Théâtre Le Channel, Église de Coulogne, Mairie de Coulogne, Cimetière de Coulogne, Collège Jean Monnet, Complexe sportif de Coulogne, Centre hospitalier de Calais. - Arrêts non accessibles aux personnes à mobilité réduite : Coubertin, Stade du Souvenir, Berthelot, Catinat, Toul, Augereau, Café des Sports, Châtaigniers, Paquette, Mairie Annexe, Pont à 3 Planches, École Roger Macke, Route de Guînes, Pont de Coulogne (dir. Coubertin via Coulogne), Marronniers, Église de Coulogne, Les Saules (dir. Coubertin via Pascal), Virval, Michelet (dir. Coubertin via Pascal), Pascal, Delaroche, Condorcet, Avenue Blériot, Yser, Nation (dir. Coubertin via Pascal). | | | | | | | | |
| 7     | Autre : - Amplitude horaire et fréquence : - de septembre à juin : La ligne circule de 6 h 0 à 20 h 35 avec un passage toutes les 45 minutes. - été : La ligne circule de 6 h 5 à 20 h 20 avec un passage toutes les 30 à 45 minutes. - Particularités : - Un bus sur trois effectue la desserte de Mairie Annexe. - Date de dernière mise à jour : 21 avril 2023. | | | | | | | | |
| 7     | Dernière actualisation : — | | | | | | | | |
| 8     | ZAC des Cailloux ⥋ Les Attaques – Chemin du Contre Halage | ZAC des Cailloux ⥋ Les Attaques – Chemin du Contre Halage                                                          | ZAC des Cailloux ⥋ Les Attaques – Chemin du Contre Halage                                                          | ZAC des Cailloux ⥋ Les Attaques – Chemin du Contre Halage                                                          | ZAC des Cailloux ⥋ Les Attaques – Chemin du Contre Halage                                                          | ZAC des Cailloux ⥋ Les Attaques – Chemin du Contre Halage                                                          | ZAC des Cailloux ⥋ Les Attaques – Chemin du Contre Halage                                                          | ZAC des Cailloux ⥋ Les Attaques – Chemin du Contre Halage                                                          | ZAC des Cailloux ⥋ Les Attaques – Chemin du Contre Halage                                                          |
| 8     | Ouverture / Fermeture — / — | Longueur 17,3 km                                                                                                   | Durée 45 min | Nb. d’arrêts 31 | Matériel Volvo 7700 OmniCity Citaro Facelift GX 327                                                                | Jours de fonctionnement L, Ma, Me, J, V, S                                                                         | Jour / Soir / Nuit / Fêtes O / N / N / N                                                                           | Voy. / an 356 828                                                                                                  | Exploitant STCE |
| 8     | Desserte : - Communes : Calais – Coulogne – Les Attaques - Principaux lieux desservis : Zone d'activités des Cailloux, Zone d'activités du Chemin Vert, Quartier du Fort-Nieulay, Lycée professionnel Pierre de Coubertin, Citadelle de Calais, Gare de Calais-Ville, Parc Saint-Pierre, Hôtel de ville de Calais, Théâtre de Calais, Centre-ville de Calais, Centre commercial Cœur de vie, Lycée du Détroit, Mairie de Coulogne, Église de Coulogne, Cimetière de Coulogne, Mairie des Attaques, Gare de Pont-d'Ardres. - Arrêts non accessibles aux personnes à mobilité réduite : ZAC du Chemin Vert, Tunis, Rabat, Vauban, Agadir, Centre Bus, Coubertin, Stade du Souvenir, Nation (dir. Les Attaques), Victor Hugo, Détroit, Les Saules (dir. Les Attaques), Église de Coulogne, Mairie de Coulogne (dir. Les Attaques), Coulogne – Mozart, Clipet, 3 Communes, Pont d'Ardres. | | | | | | | | |
| 8     | Autre : - Amplitude horaire et fréquence : La ligne circule de 6 h 20 à 20 h 35 avec un passage toutes les 50 à 60 minutes. - Particularités : - La desserte de la ZAC des Cailloux n'est pas effectuée tôt le matin et par le dernier aller-retour de la ligne. - Le dernier départ de chaque terminus a pour terminus Calais – Gare. - Date de dernière mise à jour : 21 avril 2023. | | | | | | | | |
| 8     | Dernière actualisation : — | | | | | | | | |
| 10    | La Roselière ⥋ Marck – Charcot | La Roselière ⥋ Marck – Charcot                                                                                     | La Roselière ⥋ Marck – Charcot                                                                                     | La Roselière ⥋ Marck – Charcot                                                                                     | La Roselière ⥋ Marck – Charcot                                                                                     | La Roselière ⥋ Marck – Charcot                                                                                     | La Roselière ⥋ Marck – Charcot                                                                                     | La Roselière ⥋ Marck – Charcot                                                                                     | La Roselière ⥋ Marck – Charcot                                                                                     |
| 10    | Ouverture / Fermeture — / — | Longueur 13,2 km                                                                                                   | Durée 25-30 min | Nb. d’arrêts 30 | Matériel Citelis 12 Crossway LE GX 337                                                                             | Jours de fonctionnement L, Ma, Me, J, V, S                                                                         | Jour / Soir / Nuit / Fêtes O / O / N / N                                                                           | Voy. / an 26 531                                                                                                   | Exploitant Transdev Littoral Nord                                                                                  |
| 10    | Desserte : - Communes : Calais, Marck, Les Hemmes de Marck - Principaux lieux desservis : Centre hospitalier de Calais, Gare de Beau-Marais, Centre commercial Mi-Voix, Piscine-Patinoire Icéo, Stade de l'Épopée, Complexe sportif Calypso, Zone industrielle des Dunes, Église des Hemmes de Marck. | | | | | | | | |
| 10    | Autre : - Amplitude horaire et fréquence : la ligne circule de 6 h 10 à 20 h 30 avec un bus toutes les 60 à 70 minutes. - Date de dernière mise à jour : 21 avril 2023. | | | | | | | | |
| 10    | Dernière actualisation : — | | | | | | | | |
| 13    | Calais – Gare ⥋ Guînes – Place des Poilus | Calais – Gare ⥋ Guînes – Place des Poilus                                                                          | Calais – Gare ⥋ Guînes – Place des Poilus                                                                          | Calais – Gare ⥋ Guînes – Place des Poilus                                                                          | Calais – Gare ⥋ Guînes – Place des Poilus                                                                          | Calais – Gare ⥋ Guînes – Place des Poilus                                                                          | Calais – Gare ⥋ Guînes – Place des Poilus                                                                          | Calais – Gare ⥋ Guînes – Place des Poilus                                                                          | Calais – Gare ⥋ Guînes – Place des Poilus                                                                          |
| 13    | Ouverture / Fermeture 2 janvier 2020 / — | Longueur 24,2 km                                                                                                   | Durée 50 min | Nb. d’arrêts 29 | Matériel Crossway LE GX 337                                                                                        | Jours de fonctionnement L, Ma, Me, J, V                                                                            | Jour / Soir / Nuit / Fêtes O / N / N / N                                                                           | Voy. / an — | Exploitant Transdev Littoral Nord                                                                                  |
| 13    | Desserte : - Communes : Calais – Coquelles – Peuplingues – Bonningues-lès-Calais – Pihen-lès-Guînes – Guînes - Principaux lieux desservis : Gare de Calais-Ville, Parc Saint-Pierre, Hôtel de ville de Calais, Centre-ville de Calais, Centre commercial Cœur de vie, Théâtre de Calais, Théâtre Le Channel, Lycée Sophie Berthelot, Centre commercial Cité Europe, Zone d'activités Cité de l'Europe, Parc de la Rouge Cambre, Clinique des 2 Caps, Mairie de Peuplingues, IFA 2000, Mairie de Bonningues-lès-Calais, Gare de Pihen, Mairie de Pihen-lès-Guînes, Collège Les Quatre Vents, Cimetière de Guînes, Centre-ville de Guînes. | | | | | | | | |
| 13    | Autre : - Amplitude horaire et fréquence : de 6 h 35 à 20 h 45 avec un bus toutes les 2 heures le matin et toutes les heures l'après-midi. - Date de dernière mise à jour : 21 avril 2023. | | | | | | | | |
| 13    | Dernière actualisation : — | | | | | | | | |

#### Navette du centre-ville
La Balad'in est la navette du centre-ville de Calais. Elle permet de relier le centre-ville au terminal ferry du port de Calais.
| Ligne    | Caractéristiques | Caractéristiques                                | Caractéristiques                                | Caractéristiques                                | Caractéristiques                                | Caractéristiques                                | Caractéristiques                                | Caractéristiques                                | Caractéristiques                                |
| Balad'in | Balad'in – La navette du centre-ville de Calais | Balad'in – La navette du centre-ville de Calais | Balad'in – La navette du centre-ville de Calais | Balad'in – La navette du centre-ville de Calais | Balad'in – La navette du centre-ville de Calais | Balad'in – La navette du centre-ville de Calais | Balad'in – La navette du centre-ville de Calais | Balad'in – La navette du centre-ville de Calais | Balad'in – La navette du centre-ville de Calais |
| Balad'in | Terminal Ferry ⥋ Vic | Terminal Ferry ⥋ Vic                            | Terminal Ferry ⥋ Vic                            | Terminal Ferry ⥋ Vic                            | Terminal Ferry ⥋ Vic                            | Terminal Ferry ⥋ Vic                            | Terminal Ferry ⥋ Vic                            | Terminal Ferry ⥋ Vic                            | Terminal Ferry ⥋ Vic                            |
| -------- | --- | ----------------------------------------------- | ----------------------------------------------- | ----------------------------------------------- | ----------------------------------------------- | ----------------------------------------------- | ----------------------------------------------- | ----------------------------------------------- | ----------------------------------------------- |
| Balad'in | Ouverture / Fermeture 2005 / — | Longueur 6,1 km                                 | Durée 20 min                                    | Nb. d’arrêts 22                                 | Matériel Gruau Microbus                         | Jours de fonctionnement L, Ma, Me, J, V, S      | Jour / Soir / Nuit / Fêtes O / N / N / N        | Voy. / an 542 969                               | Exploitant STCE                                 |
| Balad'in | Desserte : - Commune : Calais - Principaux lieux desservis : Terminal Ferry, C.C.I. Côte d'Opale, Fédération maritime du Port de Calais, Place d'Armes, Beffroi, Hyper-centre, Rue Royale, Parc Richelieu, Gare de Calais-Ville, Hôtel de ville de Calais, Parc Saint-Pierre, Centre commercial Cœur de vie, Centre-ville de Calais, Théâtre de Calais. |                                                 |                                                 |                                                 |                                                 |                                                 |                                                 |                                                 |                                                 |
| Balad'in | Autre : - Amplitude horaire et fréquence : La ligne circule de 7 h 40 à 19 h 30 avec un passage toutes les 22 minutes le matin et toutes les 11 minutes l'après-midi. - Date de dernière mise à jour : 21 avril 2023. |                                                 |                                                 |                                                 |                                                 |                                                 |                                                 |                                                 |                                                 |
| Balad'in | Dernière actualisation : — |                                                 |                                                 |                                                 |                                                 |                                                 |                                                 |                                                 |                                                 |

#### Transport à la demande
Le service de transport à la demande Prox'in est composé de 3 lignes.
| Ligne | Caractéristiques | Caractéristiques                                | Caractéristiques                                | Caractéristiques                                | Caractéristiques                                | Caractéristiques                                | Caractéristiques                                | Caractéristiques                                | Caractéristiques                                |
| 5     | Prox'in 5 | Prox'in 5                                       | Prox'in 5                                       | Prox'in 5                                       | Prox'in 5                                       | Prox'in 5                                       | Prox'in 5                                       | Prox'in 5                                       | Prox'in 5                                       |
| 5     | Sangatte – Descenderie ⥋ Escalles – Le Tape Cul | Sangatte – Descenderie ⥋ Escalles – Le Tape Cul | Sangatte – Descenderie ⥋ Escalles – Le Tape Cul | Sangatte – Descenderie ⥋ Escalles – Le Tape Cul | Sangatte – Descenderie ⥋ Escalles – Le Tape Cul | Sangatte – Descenderie ⥋ Escalles – Le Tape Cul | Sangatte – Descenderie ⥋ Escalles – Le Tape Cul | Sangatte – Descenderie ⥋ Escalles – Le Tape Cul | Sangatte – Descenderie ⥋ Escalles – Le Tape Cul |
| ----- | --- | ----------------------------------------------- | ----------------------------------------------- | ----------------------------------------------- | ----------------------------------------------- | ----------------------------------------------- | ----------------------------------------------- | ----------------------------------------------- | ----------------------------------------------- |
| 5     | Ouverture / Fermeture 28 août 2023 / — | Longueur —                                      | Durée 10 min                                    | Nb. d’arrêts 5                                  | Matériel —                                      | Jours de fonctionnement L, Ma, Me, J, V, S      | Jour / Soir / Nuit / Fêtes O / N / N / N        | Voy. / an —                                     | Exploitant —                                    |
| 5     | Desserte : - Communes : Sangatte – Escalles - Principaux lieux desservis : Cimetière de Sangatte, Mairie d'Escalles, Hameau de la Haute Escalles, Hameau du Tape Cul. |                                                 |                                                 |                                                 |                                                 |                                                 |                                                 |                                                 |                                                 |
| 5     | Autre : - Amplitude horaire et fréquence : - du lundi au samedi : de 6 h 50 à 19 h 55 avec un départ possible toutes les heures en correspondance avec la ligne 5 à Sangatte. - Particularités : - La ligne fonctionne entièrement sur réservation téléphonique ou via l'application MyMobi. - Lors des périodes de fonctionnement de la Div'in, le service ne fonctionne qu'avec les quatre premières rotations du matin. - Date de dernière mise à jour : 4 septembre 2023. |                                                 |                                                 |                                                 |                                                 |                                                 |                                                 |                                                 |                                                 |
| 5     | Dernière actualisation : — |                                                 |                                                 |                                                 |                                                 |                                                 |                                                 |                                                 |                                                 |
| 11    | Prox'in 11 | Prox'in 11                                      | Prox'in 11                                      | Prox'in 11                                      | Prox'in 11                                      | Prox'in 11                                      | Prox'in 11                                      | Prox'in 11                                      | Prox'in 11                                      |
| 11    | Marck – Mairie ⥋ Marck – Fort Vert |                                                 |                                                 |                                                 |                                                 |                                                 |                                                 |                                                 |                                                 |
| 11    | Ouverture / Fermeture — / — | Longueur 11,7 km                                | Durée 15 min                                    | Nb. d’arrêts 13                                 | Matériel S 416 NF Crossway LE Citelis 12        | Jours de fonctionnement L, Ma, Me, J, V, S      | Jour / Soir / Nuit / Fêtes O / N / N / N        | Voy. / an 198                                   | Exploitant Transdev Littoral Nord               |
| 11    | Desserte : - Commune : Marck - Principaux lieux desservis : Mairie de Marck, Hameau du Fort Vert, Hameau des Hemmes de Marck, Église des Hemmes de Marck. |                                                 |                                                 |                                                 |                                                 |                                                 |                                                 |                                                 |                                                 |
| 11    | Autre : - Amplitude horaire et fréquence : - du lundi au samedi : de 7 h 35 à 19 h 50 avec un départ possible toutes les heures. - Particularités : - La ligne fonctionne entièrement sur réservation téléphonique ou via l'application MyMobi. - Date de dernière mise à jour : 4 septembre 2023. |                                                 |                                                 |                                                 |                                                 |                                                 |                                                 |                                                 |                                                 |
| 11    | Dernière actualisation : — |                                                 |                                                 |                                                 |                                                 |                                                 |                                                 |                                                 |                                                 |
| 12    | Prox'in 12 | Prox'in 12                                      | Prox'in 12                                      | Prox'in 12                                      | Prox'in 12                                      | Prox'in 12                                      | Prox'in 12                                      | Prox'in 12                                      | Prox'in 12                                      |
| 12    | Fréthun – Gare TGV ⥋ Coquelles – Place de Cantorbery |                                                 |                                                 |                                                 |                                                 |                                                 |                                                 |                                                 |                                                 |
| 12    | Ouverture / Fermeture 4 septembre 2017 / — | Longueur 6,8 km                                 | Durée 15 min                                    | Nb. d’arrêts 5                                  | Matériel GX 317 Citaro Facelift                 | Jours de fonctionnement L, Ma, Me, J, V         | Jour / Soir / Nuit / Fêtes O / N / N / N        | Voy. / an —                                     | Exploitant STCE                                 |
| 12    | Desserte : - Communes : Fréthun – Coquelles - Principaux lieux desservis : Gare de Calais – Fréthun, Eurotunnel, Centre commercial Cité Europe. |                                                 |                                                 |                                                 |                                                 |                                                 |                                                 |                                                 |                                                 |
| 12    | Autre : - Amplitude horaire et fréquence : - du lundi au vendredi : un départ le matin depuis la gare TGV et deux retours (trois le vendredi) sont proposés le soir depuis la Cité Europe. - Particularités : - La ligne fonctionne entièrement sur réservation téléphonique ou via l'application MyMobi. - Date de dernière mise à jour : 4 septembre 2023. |                                                 |                                                 |                                                 |                                                 |                                                 |                                                 |                                                 |                                                 |
| 12    | Dernière actualisation : — |                                                 |                                                 |                                                 |                                                 |                                                 |                                                 |                                                 |                                                 |

### Réseau dominical
Le réseau dominical est composé de 7 lignes de bus et de la navette fluviale Majest'in.
| Ligne | Caractéristiques | Caractéristiques                                                               | Caractéristiques                                                               | Caractéristiques                                                               | Caractéristiques                                                               | Caractéristiques                                                               | Caractéristiques                                                               | Caractéristiques                                                               | Caractéristiques                                                               |
| 1     | Place de Cantorbery ⥋ Marck – Rond-Point d'Oye | Place de Cantorbery ⥋ Marck – Rond-Point d'Oye                                 | Place de Cantorbery ⥋ Marck – Rond-Point d'Oye                                 | Place de Cantorbery ⥋ Marck – Rond-Point d'Oye                                 | Place de Cantorbery ⥋ Marck – Rond-Point d'Oye                                 | Place de Cantorbery ⥋ Marck – Rond-Point d'Oye                                 | Place de Cantorbery ⥋ Marck – Rond-Point d'Oye                                 | Place de Cantorbery ⥋ Marck – Rond-Point d'Oye                                 | Place de Cantorbery ⥋ Marck – Rond-Point d'Oye                                 |
| ----- | --- | ------------------------------------------------------------------------------ | ------------------------------------------------------------------------------ | ------------------------------------------------------------------------------ | ------------------------------------------------------------------------------ | ------------------------------------------------------------------------------ | ------------------------------------------------------------------------------ | ------------------------------------------------------------------------------ | ------------------------------------------------------------------------------ |
| 1     | Ouverture / Fermeture — / — | Longueur 18,8 km                                                               | Durée 55 min                                                                   | Nb. d’arrêts 46                                                                | Matériel Crealis Neo 12                                                        | Jours de fonctionnement D                                                      | Jour / Soir / Nuit / Fêtes O / N / N / O                                       | Voy. / an —                                                                    | Exploitant STCE                                                                |
| 1     | Desserte : - Communes : Coquelles – Calais – Marck - Principaux lieux desservis : Centre commercial Cité Europe, Zone d'activités Cité de l'Europe, Parc de la Rouge Cambre, Clinique des 2 Caps, Centre commercial La Française, Fort Nieulay, Théâtre Le Channel, Théâtre de Calais, Centre-ville de Calais, Centre commercial Cœur de vie, Cimetière sud, Zone industrielle du Beau Marais. - Arrêts non accessibles aux personnes à mobilité réduite : Place de Cantorbery, Berthelot, Foyer de l'Âge d'Or, Pont Pollaert, Rond-Point d'Oye (dir. Place de Cantorbery). |                                                                                |                                                                                |                                                                                |                                                                                |                                                                                |                                                                                |                                                                                |                                                                                |
| 1     | Autre : - Amplitude horaire et fréquence : de 9 h 35 à 12 h 0 et de 13 h 45 à 20 h 30 avec un bus toutes les heures. - Particularités : - Certains bus ont pour origine ou destination Théâtre. - Les deux derniers départs de Place de Cantorbery ont pour terminus Théâtre. - Date de dernière mise à jour : 21 avril 2023. |                                                                                |                                                                                |                                                                                |                                                                                |                                                                                |                                                                                |                                                                                |                                                                                |
| 1     | Dernière actualisation : — |                                                                                |                                                                                |                                                                                |                                                                                |                                                                                |                                                                                |                                                                                |                                                                                |
| 2     | Centre de Formation ⥋ La Roselière | Centre de Formation ⥋ La Roselière                                             | Centre de Formation ⥋ La Roselière                                             | Centre de Formation ⥋ La Roselière                                             | Centre de Formation ⥋ La Roselière                                             | Centre de Formation ⥋ La Roselière                                             | Centre de Formation ⥋ La Roselière                                             | Centre de Formation ⥋ La Roselière                                             | Centre de Formation ⥋ La Roselière                                             |
| 2     | Ouverture / Fermeture — / — | Longueur 12,1 km                                                               | Durée 35-40 min                                                                | Nb. d’arrêts 37                                                                | Matériel Citaro Facelift                                                       | Jours de fonctionnement D                                                      | Jour / Soir / Nuit / Fêtes O / N / N / O                                       | Voy. / an —                                                                    | Exploitant STCE                                                                |
| 2     | Desserte : - Commune : Calais - Principaux lieux desservis : Z.A.C Saint-Pierre, Gare des Fontinettes, Théâtre de Calais, Centre commercial Cœur de vie, Centre-ville de Calais, Parc Saint-Pierre, Hôtel de ville de Calais, Gare de Calais-Ville, Piscine Ranson, Parc Richelieu, Complexe sportif Calypso, Piscine-Patinoire Icéo, Stade de l'Épopée, Centre commercial Mi-Voix, Gare de Beau-Marais, Clinique du Virval, Centre hospitalier de Calais. - Arrêts non accessibles aux personnes à mobilité réduite : Centre de Formation, Galerie Saint-Pierre, Porte de Lille, Cheval Gris, Fontinettes, Einstein, Bobino, Denis Papin, Cœur de Vie, Ranson (dir. Centre de Formation), George V, Place Danemark, Meuse, Descartes, Diderot, Bossuet, Porte de Gravelines, Rue du Nord, Les Oyats, Langevin, Grande Rue (dir. La Roselière), Martin du Gard, Calypso, Frédéric Passy, Beau Marais. |                                                                                |                                                                                |                                                                                |                                                                                |                                                                                |                                                                                |                                                                                |                                                                                |
| 2     | Autre : - Amplitude horaire et fréquence : de 9 h 30 à 11 h 55 et de 13 h 45 à 20 h 25 avec un bus toutes les 90 à 95 minutes. - Particularités : - Certains bus ont pour origine ou destination Calais – Gare. - Date de dernière mise à jour : 21 avril 2023. |                                                                                |                                                                                |                                                                                |                                                                                |                                                                                |                                                                                |                                                                                |                                                                                |
| 2     | Dernière actualisation : — |                                                                                |                                                                                |                                                                                |                                                                                |                                                                                |                                                                                |                                                                                |                                                                                |
| 3     | Sangatte – Descenderie ⥋ Les Cliniques du Virval | Sangatte – Descenderie ⥋ Les Cliniques du Virval                               | Sangatte – Descenderie ⥋ Les Cliniques du Virval                               | Sangatte – Descenderie ⥋ Les Cliniques du Virval                               | Sangatte – Descenderie ⥋ Les Cliniques du Virval                               | Sangatte – Descenderie ⥋ Les Cliniques du Virval                               | Sangatte – Descenderie ⥋ Les Cliniques du Virval                               | Sangatte – Descenderie ⥋ Les Cliniques du Virval                               | Sangatte – Descenderie ⥋ Les Cliniques du Virval                               |
| 3     | Ouverture / Fermeture — / — | Longueur 18,9 km                                                               | Durée 60 min                                                                   | Nb. d’arrêts 49                                                                | Matériel GX 327 Urbanway 12 Hybride                                            | Jours de fonctionnement D                                                      | Jour / Soir / Nuit / Fêtes O / N / N / O                                       | Voy. / an —                                                                    | Exploitant STCE                                                                |
| 3     | Desserte : - Communes : Sangatte – Blériot-Plage – Calais - Principaux lieux desservis : Puits de Sangatte, Cimetière de Sangatte, Église de Sangatte, Plage de Sangatte, Mairie de Sangatte, Base nautique Tom Souville, VVF Blériot-Plage, Camping Le Fort Lapin, Église de Blériot-Plage, Mairie de Blériot-Plage, Cimetière de Blériot-Plage, Plage de Calais, Résidence Front de mer, Dragon de Calais, Fort Risban, Port de plaisance de Calais, Fédération maritime du Port de Calais, Phare de Calais, Parc Richelieu, Piscine Ranson, Centre-ville de Calais, Gare de Calais-Ville, Hôtel de ville de Calais, Parc Saint-Pierre, Centre commercial Cœur de vie, Théâtre de Calais, Église Saint-Pierre, Centre hospitalier de Calais. - Arrêts non accessibles aux personnes à mobilité réduite : Sangatte – Église (dir. Cliniques du Virval), Sangatte – Mairie, Le Relais, Dos d'Âne, Les Salines, Camping de Blériot (dir. Cliniques du Virval), Mozart, Berlioz, Château d'Eau (dir. Cliniques du Virval), Monument de Blériot, Jean de Vienne, Auberge de Jeunesse, Gavet, Phare, Place de Suède, Place Lorraine, Place Danemark, George V, Ranson (dir. Cliniques du Virval), Bourse, Four à Chaux, Archimède, Poilus, Place du Marché, Prairies, Copernic, Pont Curie, Ovide, Saint-Benoît, Détroit. |                                                                                |                                                                                |                                                                                |                                                                                |                                                                                |                                                                                |                                                                                |                                                                                |
| 3     | Autre : - Amplitude horaire et fréquence : de 9 h 45 à 11 h 50 et de 13 h 45 à 20 h 30 avec un bus toutes les 55 à 65 minutes environ. - Particularités : - Certains bus ont pour origine ou destination Calais – Gare ou Château d'Eau. - Date de dernière mise à jour : 21 avril 2023. |                                                                                |                                                                                |                                                                                |                                                                                |                                                                                |                                                                                |                                                                                |                                                                                |
| 3     | Dernière actualisation : — |                                                                                |                                                                                |                                                                                |                                                                                |                                                                                |                                                                                |                                                                                |                                                                                |
| 4     | Centre Commercial La Française ⥋ Utrillo | Centre Commercial La Française ⥋ Utrillo                                       | Centre Commercial La Française ⥋ Utrillo                                       | Centre Commercial La Française ⥋ Utrillo                                       | Centre Commercial La Française ⥋ Utrillo                                       | Centre Commercial La Française ⥋ Utrillo                                       | Centre Commercial La Française ⥋ Utrillo                                       | Centre Commercial La Française ⥋ Utrillo                                       | Centre Commercial La Française ⥋ Utrillo                                       |
| 4     | Ouverture / Fermeture — / — | Longueur 9,7 km                                                                | Durée 35-40 min                                                                | Nb. d’arrêts 35                                                                | Matériel GX 327                                                                | Jours de fonctionnement D                                                      | Jour / Soir / Nuit / Fêtes O / N / N / O                                       | Voy. / an —                                                                    | Exploitant STCE                                                                |
| 4     | Desserte : - Commune : Calais - Principaux lieux desservis : Centre commercial La Française, Fort Nieulay, Centre bus du Fort-Nieulay, Cimetière nord, Plage de Calais, Camping de Calais, Citadelle de Calais, Piscine Ranson, Gare de Calais-Ville, Hôtel de ville de Calais, Parc Saint-Pierre, Université du Littoral-Côte-d'Opale, Centre commercial Mi-Voix. - Arrêts non accessibles aux personnes à mobilité réduite : Rabat, Vauban, Constant Cronie, Ajaccio, Centre Bus, Coubertin, Stade du Souvenir, CPAM, Avenue Blériot, Condorcet, Delaroche, Pascal, Resto U, UFR, Martin Luther King, Centre Commercial Mi-Voix (dir. Centre Commercial La Française). |                                                                                |                                                                                |                                                                                |                                                                                |                                                                                |                                                                                |                                                                                |                                                                                |
| 4     | Autre : - Amplitude horaire et fréquence : de 9 h 55 à 11 h 55 et de 13 h 45 à 20 h 25 avec un bus toutes les 40 à 50 minutes. - Particularités : - Certains bus ont pour origine ou destination Calais – Gare. - Le dernier départ de Utrillo a pour terminus Warocquier. - La desserte de la plage est effectuée 3 fois par jour et par sens. - Date de dernière mise à jour : 21 avril 2023. |                                                                                |                                                                                |                                                                                |                                                                                |                                                                                |                                                                                |                                                                                |                                                                                |
| 4     | Dernière actualisation : — |                                                                                |                                                                                |                                                                                |                                                                                |                                                                                |                                                                                |                                                                                |                                                                                |
| 5     | Calais – Gare ⥋ Escalles – Haut Escalles | Calais – Gare ⥋ Escalles – Haut Escalles                                       | Calais – Gare ⥋ Escalles – Haut Escalles                                       | Calais – Gare ⥋ Escalles – Haut Escalles                                       | Calais – Gare ⥋ Escalles – Haut Escalles                                       | Calais – Gare ⥋ Escalles – Haut Escalles                                       | Calais – Gare ⥋ Escalles – Haut Escalles                                       | Calais – Gare ⥋ Escalles – Haut Escalles                                       | Calais – Gare ⥋ Escalles – Haut Escalles                                       |
| 5     | Ouverture / Fermeture — / — | Longueur 14,7 km                                                               | Durée 35-40 min                                                                | Nb. d’arrêts 29                                                                | Matériel Ayats Bravo                                                           | Jours de fonctionnement D                                                      | Jour / Soir / Nuit / Fêtes O / N / N / O                                       | Voy. / an —                                                                    | Exploitant STCE                                                                |
| 5     | Desserte : - Communes : Calais – Blériot-Plage – Sangatte – Escalles - Principaux lieux desservis : Gare de Calais-Ville, Piscine Ranson, Sous-préfecture, Citadelle, Port de plaisance de Calais, Dragon de Calais, Fort Risban, Résidence Front de mer, Plage de Calais, Camping de Calais, Église de Blériot-Plage, Mairie de Blériot-Plage, Cimetière de Blériot-Plage, Collège Louis Blériot, Camping Le Fort Lapin, Base nautique Tom Souville, VVF Blériot-Plage, Plage de Blériot-Plage, Plage de Sangatte, Mairie de Sangatte, Église de Sangatte, Cimetière de Sangatte, Puits de Sangatte, Cap Blanc-Nez, Mairie d'Escalles. - Arrêts non accessibles aux personnes à mobilité réduite : Citadelle, Résistance (dir. Sangatte), Gavet, Jean de Vienne, Auberge de Jeunesse, Milieu de Digue (dir. Calais – Gare), Camping de Calais, Château d'Eau (dir. Calais – Gare), Camping de Blériot (dir. Calais – Gare), Les Salines, Dos d'Âne, Le Relais, Sangatte – Mairie, Sangatte – Église (dir. Calais – Gare), Cap Blanc Nez, Escalles, Haut Escalles. |                                                                                |                                                                                |                                                                                |                                                                                |                                                                                |                                                                                |                                                                                |                                                                                |
| 5     | Autre : - Amplitude horaire et fréquence : La ligne circule uniquement en été de 9 h 55 à 12 h 30 et de 14 h 0 à 20 h 10 avec un bus toutes les 90 minutes. - Date de dernière mise à jour : 21 avril 2023. |                                                                                |                                                                                |                                                                                |                                                                                |                                                                                |                                                                                |                                                                                |                                                                                |
| 5     | Dernière actualisation : — |                                                                                |                                                                                |                                                                                |                                                                                |                                                                                |                                                                                |                                                                                |                                                                                |
| 6     | Calais – Gare ⥋ Guînes – La Bien Assise | Calais – Gare ⥋ Guînes – La Bien Assise                                        | Calais – Gare ⥋ Guînes – La Bien Assise                                        | Calais – Gare ⥋ Guînes – La Bien Assise                                        | Calais – Gare ⥋ Guînes – La Bien Assise                                        | Calais – Gare ⥋ Guînes – La Bien Assise                                        | Calais – Gare ⥋ Guînes – La Bien Assise                                        | Calais – Gare ⥋ Guînes – La Bien Assise                                        | Calais – Gare ⥋ Guînes – La Bien Assise                                        |
| 6     | Ouverture / Fermeture — / — | Longueur 15,7 km                                                               | Durée 30 min                                                                   | Nb. d’arrêts 44                                                                | Matériel Citelis 12 GX 337                                                     | Jours de fonctionnement D                                                      | Jour / Soir / Nuit / Fêtes O / N / N / O                                       | Voy. / an —                                                                    | Exploitant Transdev Littoral Nord                                              |
| 6     | Desserte : - Communes : Calais – Coquelles – Coulogne – Hames-Boucres – Fréthun – Nielles-lès-Calais – Saint-Tricat – Guînes - Principaux lieux desservis : Gare de Calais-Ville, Hôtel de ville de Calais, Parc Saint-Pierre, Théâtre de Calais, Centre-ville de Calais, Gare des Fontinettes, Église de Fréthun, Mairie de Fréthun, Résidence Les Coquelicots, Gare de Calais - Fréthun, Église de Nielles-lès-Calais, Mairie de Saint-Tricat, Mairie de Guînes, Centre-ville de Guînes, Cimetière de Guînes. - Arrêts non accessibles aux personnes à mobilité réduite : Cœur de Vie, Denis Papin, Bobino, Einstein, Cheval Gris, Café des Sports, Pont de Coulogne (direction Guînes), Planche Tournoire (direction Guînes), Meubles Barbier, Écluse Carrée (direction Guînes), Péniche, Laiterie, Place des Poilus, Camp du Drap d'Or, La Bien Assise (dir. Calais – Gare par Coulogne). |                                                                                |                                                                                |                                                                                |                                                                                |                                                                                |                                                                                |                                                                                |                                                                                |
| 6     | Autre : - Amplitude horaire et fréquence : de 10 h 30 à 20 h 35 avec 3 tours de boucle dans le sens Fréthun → Nielles-lès-Calais → Guînes → Coulogne, et un aller-retour le soir entre Calais – Gare et Mairie de Guînes via Coulogne. - Date de dernière mise à jour : 21 avril 2023. |                                                                                |                                                                                |                                                                                |                                                                                |                                                                                |                                                                                |                                                                                |                                                                                |
| 6     | Dernière actualisation : — |                                                                                |                                                                                |                                                                                |                                                                                |                                                                                |                                                                                |                                                                                |                                                                                |
| 7     | (Circulaire) Calais – Coubertin ⥋ via Mairie Annexe, Coulogne, Hôpital, Pascal | (Circulaire) Calais – Coubertin ⥋ via Mairie Annexe, Coulogne, Hôpital, Pascal | (Circulaire) Calais – Coubertin ⥋ via Mairie Annexe, Coulogne, Hôpital, Pascal | (Circulaire) Calais – Coubertin ⥋ via Mairie Annexe, Coulogne, Hôpital, Pascal | (Circulaire) Calais – Coubertin ⥋ via Mairie Annexe, Coulogne, Hôpital, Pascal | (Circulaire) Calais – Coubertin ⥋ via Mairie Annexe, Coulogne, Hôpital, Pascal | (Circulaire) Calais – Coubertin ⥋ via Mairie Annexe, Coulogne, Hôpital, Pascal | (Circulaire) Calais – Coubertin ⥋ via Mairie Annexe, Coulogne, Hôpital, Pascal | (Circulaire) Calais – Coubertin ⥋ via Mairie Annexe, Coulogne, Hôpital, Pascal |
| 7     | Ouverture / Fermeture — / — | Longueur 18,5 km                                                               | Durée 50 min                                                                   | Nb. d’arrêts 43                                                                | Matériel Citaro Facelift GX 327                                                | Jours de fonctionnement D                                                      | Jour / Soir / Nuit / Fêtes O / N / N / O                                       | Voy. / an —                                                                    | Exploitant STCE                                                                |
| 7     | Desserte : - Communes : Calais – Coquelles – Coulogne - Principaux lieux desservis : Lycée professionnel Pierre de Coubertin, Citadelle de Calais, Gare de Calais-Ville, Hôtel de ville de Calais, Parc Saint-Pierre, Centre commercial Cœur de vie, Centre-ville de Calais, Théâtre de Calais,Théâtre Le Channel, Église de Coulogne, Mairie de Coulogne, Cimetière de Coulogne, Complexe sportif de Coulogne, Centre hospitalier de Calais. - Arrêts non accessibles aux personnes à mobilité réduite : Coubertin, Stade du Souvenir, Berthelot, Catinat, Toul, Augereau, Café des Sports, Pont de Coulogne (dir. Coubertin via Coulogne), Marronniers, Église de Coulogne, Les Saules (dir. Coubertin via Pascal), Virval, Michelet (dir. Coubertin via Pascal), Pascal, Delaroche, Condorcet, Avenue Blériot, Yser, Nation (dir. Coubertin via Pascal). |                                                                                |                                                                                |                                                                                |                                                                                |                                                                                |                                                                                |                                                                                |                                                                                |
| 7     | Autre : - Amplitude horaire et fréquence : de 9 h 45 à 11 h 40 et de 13 h 40 à 20 h 30 avec un bus toutes les 65 à 70 minutes. - Date de dernière mise à jour : 21 avril 2023. |                                                                                |                                                                                |                                                                                |                                                                                |                                                                                |                                                                                |                                                                                |                                                                                |
| 7     | Dernière actualisation : — |                                                                                |                                                                                |                                                                                |                                                                                |                                                                                |                                                                                |                                                                                |                                                                                |
| 8     | Calais – Gare ⥋ Les Attaques – Chemin du Contre Halage | Calais – Gare ⥋ Les Attaques – Chemin du Contre Halage                         | Calais – Gare ⥋ Les Attaques – Chemin du Contre Halage                         | Calais – Gare ⥋ Les Attaques – Chemin du Contre Halage                         | Calais – Gare ⥋ Les Attaques – Chemin du Contre Halage                         | Calais – Gare ⥋ Les Attaques – Chemin du Contre Halage                         | Calais – Gare ⥋ Les Attaques – Chemin du Contre Halage                         | Calais – Gare ⥋ Les Attaques – Chemin du Contre Halage                         | Calais – Gare ⥋ Les Attaques – Chemin du Contre Halage                         |
| 8     | Ouverture / Fermeture — / — | Longueur 12,8 km                                                               | Durée 25 min                                                                   | Nb. d’arrêts 22                                                                | Matériel Citaro Facelift GX 327                                                | Jours de fonctionnement D                                                      | Jour / Soir / Nuit / Fêtes O / N / N / O                                       | Voy. / an —                                                                    | Exploitant STCE                                                                |
| 8     | Desserte : - Communes : Calais – Coulogne – Les Attaques - Principaux lieux desservis : Gare de Calais-Ville, Hôtel de ville de Calais, Théâtre de Calais, Centre-ville de Calais, Centre commercial Cœur de vie, Mairie de Coulogne, Église de Coulogne, Cimetière de Coulogne, Mairie des Attaques, Gare de Pont-d'Ardres. - Arrêts non accessibles aux personnes à mobilité réduite : Nation (dir. Les Attaques), Victor Hugo, Détroit, Les Saules (dir. Les Attaques), Église de Coulogne, Mairie de Coulogne (dir. Les Attaques), Coulogne – Mozart, Clipet, 3 Communes, Pont d'Ardres. |                                                                                |                                                                                |                                                                                |                                                                                |                                                                                |                                                                                |                                                                                |                                                                                |
| 8     | Autre : - Amplitude horaire et fréquence : de 10 h 35 à 20 h 35 avec 4 allers-retours dans la journée. - Date de dernière mise à jour : 21 avril 2023. |                                                                                |                                                                                |                                                                                |                                                                                |                                                                                |                                                                                |                                                                                |                                                                                |
| 8     | Dernière actualisation : — |                                                                                |                                                                                |                                                                                |                                                                                |                                                                                |                                                                                |                                                                                |                                                                                |
| 13    | Calais – Gare ⥋ Guînes – Place des Poilus | Calais – Gare ⥋ Guînes – Place des Poilus                                      | Calais – Gare ⥋ Guînes – Place des Poilus                                      | Calais – Gare ⥋ Guînes – Place des Poilus                                      | Calais – Gare ⥋ Guînes – Place des Poilus                                      | Calais – Gare ⥋ Guînes – Place des Poilus                                      | Calais – Gare ⥋ Guînes – Place des Poilus                                      | Calais – Gare ⥋ Guînes – Place des Poilus                                      | Calais – Gare ⥋ Guînes – Place des Poilus                                      |
| 13    | Ouverture / Fermeture 2 janvier 2020 / — | Longueur 24,2 km                                                               | Durée 50 min                                                                   | Nb. d’arrêts 29                                                                | Matériel Crossway LE GX 337                                                    | Jours de fonctionnement D                                                      | Jour / Soir / Nuit / Fêtes O / N / N / O                                       | Voy. / an —                                                                    | Exploitant Transdev Littoral Nord                                              |
| 13    | Desserte : - Communes : Calais – Coquelles – Peuplingues – Bonningues-lès-Calais – Pihen-lès-Guînes – Guînes - Principaux lieux desservis : Gare de Calais-Ville, Parc Saint-Pierre, Hôtel de ville de Calais, Centre-ville de Calais, Centre commercial Cœur de vie, Théâtre de Calais, Théâtre Le Channel, Centre commercial Cité Europe, Zone d'activités Cité de l'Europe, Parc de la Rouge Cambre, Clinique des 2 Caps, Mairie de Peuplingues, IFA 2000, Mairie de Bonningues-lès-Calais, Gare de Pihen, Mairie de Pihen-lès-Guînes, Cimetière de Guînes, Centre-ville de Guînes. |                                                                                |                                                                                |                                                                                |                                                                                |                                                                                |                                                                                |                                                                                |                                                                                |
| 13    | Autre : - Amplitude horaire et fréquence : de 9 h 15 à 20 h 5 avec 3 allers-retours et un départ supplémentaire de Calais – Gare le soir. - Date de dernière mise à jour : 21 avril 2023. |                                                                                |                                                                                |                                                                                |                                                                                |                                                                                |                                                                                |                                                                                |                                                                                |
| 13    | Dernière actualisation : — |                                                                                |                                                                                |                                                                                |                                                                                |                                                                                |                                                                                |                                                                                |                                                                                |

### Navette fluviale
La Majest'in est la navette fluviale reliant Calais à Coulogne par le canal de Calais.
| Ligne     | Caractéristiques | Caractéristiques                          | Caractéristiques                          | Caractéristiques                          | Caractéristiques                          | Caractéristiques                          | Caractéristiques                          | Caractéristiques                          | Caractéristiques                          |
| Majest'in | Majest'in – La navette fluviale de Calais | Majest'in – La navette fluviale de Calais | Majest'in – La navette fluviale de Calais | Majest'in – La navette fluviale de Calais | Majest'in – La navette fluviale de Calais | Majest'in – La navette fluviale de Calais | Majest'in – La navette fluviale de Calais | Majest'in – La navette fluviale de Calais | Majest'in – La navette fluviale de Calais |
| Majest'in | George V ⥋ Pont de Coulogne | George V ⥋ Pont de Coulogne               | George V ⥋ Pont de Coulogne               | George V ⥋ Pont de Coulogne               | George V ⥋ Pont de Coulogne               | George V ⥋ Pont de Coulogne               | George V ⥋ Pont de Coulogne               | George V ⥋ Pont de Coulogne               | George V ⥋ Pont de Coulogne               |
| --------- | --- | ----------------------------------------- | ----------------------------------------- | ----------------------------------------- | ----------------------------------------- | ----------------------------------------- | ----------------------------------------- | ----------------------------------------- | ----------------------------------------- |
| Majest'in | Ouverture / Fermeture 15 juin 2013 / — | Longueur 4 km                             | Durée 30 min                              | Nb. d’arrêts 5                            | Matériel Bateau                           | Jours de fonctionnement S, D              | Jour / Soir / Nuit / Fêtes O / N / N / O  | Voy. / an 27 924                          | Exploitant STCE                           |
| Majest'in | Desserte : - Communes : Calais – Coulogne - Principaux lieux desservis : Piscine Ranson, Gare de Calais-Ville, Cité de la Dentelle de Calais. - Correspondances : - George V (quai de l'Escaut) : arrêt Ranson ( 2 3 ) et arrêt Calais – Gare ( 2 3 4 5 6 7 8 13 Div'in Balad'in ) - Meuse (quai de la Meuse) : arrêt Meuse ( 2 ) et arrêt Place Danemark ( 2 3 ) - Cité de la Dentelle (quai du Commerce) : station Cité de la Dentelle ( Vel'in ) - Nation (quai Lucien Lheureux) : arrêt Nation ( 1 7 8 Vel'in ) - Pont de Coulogne (quai d'Amérique) : arrêt Marronniers ( 7 Vel'in ) et arrêt Pont de Coulogne ( 6 7 ) |                                           |                                           |                                           |                                           |                                           |                                           |                                           |                                           |
| Majest'in | Autre : - Amplitude horaire et fréquence : La navette circule de 10 h 15 à 17 h 10 avec 3 allers-retours. - Date de dernière mise à jour : 21 avril 2023. |                                           |                                           |                                           |                                           |                                           |                                           |                                           |                                           |
| Majest'in | Dernière actualisation : — |                                           |                                           |                                           |                                           |                                           |                                           |                                           |                                           |

### Ligne estivale
La Div'in est une ligne de bus à impériale qui fonctionne les week-ends d'avril à juin et de septembre ainsi que durant l'été. Elle complète la desserte de la ligne 5.
| Ligne  | Caractéristiques | Caractéristiques                         | Caractéristiques                         | Caractéristiques                         | Caractéristiques                         | Caractéristiques                              | Caractéristiques                         | Caractéristiques                         | Caractéristiques                         |
| Div'in | Div'in – La ligne de bus à impériale | Div'in – La ligne de bus à impériale     | Div'in – La ligne de bus à impériale     | Div'in – La ligne de bus à impériale     | Div'in – La ligne de bus à impériale     | Div'in – La ligne de bus à impériale          | Div'in – La ligne de bus à impériale     | Div'in – La ligne de bus à impériale     | Div'in – La ligne de bus à impériale     |
| Div'in | Calais – Gare ⥋ Escalles – Haut Escalles | Calais – Gare ⥋ Escalles – Haut Escalles | Calais – Gare ⥋ Escalles – Haut Escalles | Calais – Gare ⥋ Escalles – Haut Escalles | Calais – Gare ⥋ Escalles – Haut Escalles | Calais – Gare ⥋ Escalles – Haut Escalles      | Calais – Gare ⥋ Escalles – Haut Escalles | Calais – Gare ⥋ Escalles – Haut Escalles | Calais – Gare ⥋ Escalles – Haut Escalles |
| ------ | --- | ---------------------------------------- | ---------------------------------------- | ---------------------------------------- | ---------------------------------------- | --------------------------------------------- | ---------------------------------------- | ---------------------------------------- | ---------------------------------------- |
| Div'in | Ouverture / Fermeture — / — | Longueur 14,7 km                         | Durée 35-40 min                          | Nb. d’arrêts 29                          | Matériel Ayats Bravo                     | Jours de fonctionnement L, Ma, Me, J, V, S, D | Jour / Soir / Nuit / Fêtes O / N / N / O | Voy. / an —                              | Exploitant STCE                          |
| Div'in | Desserte : - Communes : Calais – Blériot-Plage – Sangatte – Escalles - Principaux lieux desservis : Gare de Calais-Ville, Piscine Ranson, Sous-préfecture, Citadelle, Port de plaisance de Calais, Dragon de Calais, Fort Risban, Résidence Front de mer, Plage de Calais, Camping de Calais, Église de Blériot-Plage, Mairie de Blériot-Plage, Cimetière de Blériot-Plage, Collège Louis Blériot, Camping Le Fort Lapin, Base nautique Tom Souville, VVF Blériot-Plage, Plage de Blériot-Plage, Plage de Sangatte, Mairie de Sangatte, Église de Sangatte, Cimetière de Sangatte, Puits de Sangatte, Cap Blanc-Nez, Mairie d'Escalles. - Arrêts non accessibles aux personnes à mobilité réduite : Citadelle, Résistance (dir. Sangatte), Gavet, Jean de Vienne, Auberge de Jeunesse, Milieu de Digue (dir. Calais – Gare), Camping de Calais, Château d'Eau (dir. Calais – Gare), Camping de Blériot (dir. Calais – Gare), Les Salines, Dos d'Âne, Le Relais, Sangatte – Mairie, Sangatte – Église (dir. Calais – Gare), Cap Blanc Nez, Escalles, Haut Escalles. |                                          |                                          |                                          |                                          |                                               |                                          |                                          |                                          |
| Div'in | Autre : - Amplitude horaire et fréquence : La Div'in circule tous les samedis et dimanches d'avril à juin et de septembre selon les fréquences suivantes - samedis : de 9 h 10 à 19 h 30 avec 5 allers-retours. - dimanches et jours fériés : de 9 h 35 à 12 h 25 et de 14 h 0 à 20 h 10 avec un passage toutes les 90 minutes. - Date de dernière mise à jour : 21 avril 2023. |                                          |                                          |                                          |                                          |                                               |                                          |                                          |                                          |
| Div'in | Dernière actualisation : — |                                          |                                          |                                          |                                          |                                               |                                          |                                          |                                          |

### Lignes scolaires
En plus des lignes régulières, le réseau est complété par un ensemble de lignes scolaires. Ces lignes circulent uniquement en période scolaire et sont numérotées TS1 à TS44. Elles sont exploitées par la STCE ou par Transdev Littoral Nord.
| Ligne | Desserte |
| ----- | --- |
| TS1   | Marck – Mairie → Corot → Nation → Théâtre → Berthelot → Lycée Coubertin                                                                                                   |
| TS2   | Marck – Mairie → Les Dryades → Utrillo → Normandie-Niemen → Léonard de Vinci → Calypso → UFR → Meuse → Ranson → Lycée Coubertin                                           |
| TS3   | Marck – Mairie → Schweitzer → Utrillo → Normandie-Niemen → Léonard de Vinci → Corot → Chemin Castre → Lycée du Détroit                                                    |
| TS4   | Église de Coulogne → Virval → Détroit → Pont Curie → Théâtre → Berthelot → Lycée Coubertin                                                                                |
| TS5   | Centre Commercial Mi-Voix → IUT → Bossuet → Ranson → Lycée Coubertin → Berthelot → Théâtre → Corot → Normandie-Niemen → Léonard de Vinci                                  |
| TS6   | Lycée Coubertin → Berthelot → Théâtre → Nation → Lycée du Détroit → Virval → Eustache Saint-Pierre                                                                        |
| TS7   | Utrillo → Centre Commercial Mi-Voix → IUT → Pascal → Nation → Théâtre → Berthelot → Lycée Coubertin                                                                       |
| TS8   | Sangatte – Descenderie → Église de Blériot → Lycée Coubertin |
| TS9   | Mairie Annexe → Montréal → Joffre → Berthelot → Théâtre → Lycée Coubertin                                                                                                 |
| TS10  | Montréal → Église de Coulogne → Virval → Utrillo → Normandie-Niemen → Léonard de Vinci                                                                                    |
| TS11  | Clipet → Pont de Coulogne → Montréal → Joffre → Berthelot → Théâtre → Lycée Coubertin                                                                                     |
| TS12  | Lycée Coubertin → Berthelot → Théâtre → Nation → La Fontaine → Vadez → Centre-Commercial Mi-Voix → Mermoz → Utrillo                                                       |
| TS13  | Théâtre → Fontinettes → Montréal → Mairie Annexe → Coulogne → Clipet |
| TS14  | Lycée Coubertin → Ranson → Meuse → Pascal → Léonard de Vinci |
| TS15  | Utrillo → Corot → Nation → Théâtre → Berthelot → Lycée Coubertin |
| TS16  | Guînes – La Bien Assise → Planche Tournoire → Pont de Coulogne → Montréal → Fontinettes → Théâtre → Berthelot → Lycée Coubertin                                           |
| TS17  | Mairie de Guînes → Planche Tournoire → Pont de Coulogne → Montréal → Fontinettes → Théâtre → Berthelot → Lycée Coubertin                                                  |
| TS18  | Lycée Coubertin → Berthelot → Théâtre → Fontinettes → Montréal → Pont de Coulogne → Planche Tournoire → Guînes – 4 Vents                                                  |
| TS19  | Marck – Palominos → Hemmes de Marck → Église du Fort Vert → Schweitzer → Beau Marais → Saint-Pierre Halte → Pont Curie → Einstein → Théâtre → Berthelot → Lycée Coubertin |
| TS20  | Lycée Coubertin → Berthelot → Théâtre → Nation → Corot → Schweitzer → Église du Fort Vert → Hemmes de Marck → Marck – Palominos                                           |
| TS21  | Lycée Coubertin → Berthelot → Théâtre → Fontinettes → Montréal → Pont de Coulogne → Planche Tournoire → Guînes – La Bien Assise                                           |
| TS22  | Lycée Coubertin → Ranson → Meuse → Pascal → IUT → Centre Commercial Mi-Voix → Mermoz → Utrillo                                                                            |
| TS23  | Mairie de Guînes → Planche Tournoire → Pont de Coulogne → Montréal → Fontinettes → Théâtre                                                                                |
| TS24  | Mairie de Coulogne → Pont de Coulogne → Montréal → Joffre → Berthelot → Théâtre                                                                                           |
| TS25  | Lycée Coubertin → Stade du Souvenir → Théâtre → Fontinettes → Montréal → Mairie Annexe → Coulogne → Clipet                                                                |
| TS26  | Lycée Coubertin → Stade du Souvenir → Lafayette → Pont Curie → Virval → Église de Coulogne → Coulogne – Mozart                                                            |
| TS27  | Lycée Coubertin → Ranson → Meuse → Bossuet → Calypso → Mermoz → Utrillo                                                                                                   |
| TS28  | Matisse → Mermoz → Grande Rue → Descartes → Ranson → Lycée Coubertin |
| TS29  | Montréal → Mairie Annexe → Mairie de Coulogne → Clipet |
| TS30  | Clipet → Pont de Coulogne → Montréal → Joffre → Lycée Coubertin |
| TS31  | Léonard de Vinci → UFR → Avenue Blériot → Meuse → Ranson → Lycée Coubertin                                                                                                |
| TS32  | Lycée Coubertin → Stade du Souvenir → Théâtre → Fontinettes → Montréal → Coulogne → Clipet                                                                                |
| TS33  | Lycée Coubertin → Ranson → Meuse → Pascal → Centre Commercial Mi-Voix → Mermoz → Utrillo                                                                                  |
| TS34  | Léonard de Vinci → Normandie-Niemen → Utrillo → Les Dryades → Marck – Mairie                                                                                              |
| TS35  | Lycée Coubertin → Ranson → Meuse → Petit Courgain → Calypso → Centre Commercial Mi-Voix → Corot → Utrillo → Les Dryades → Marck – Mairie                                  |
| TS36  | Berthelot → Théâtre → Nation → Renoir → Corot → Saint-Exupéry → Schweitzer → Marck – Mairie                                                                               |
| TS37  | Lycée du Détroit → Nation → Lafayette → Gare → Lycée Coubertin |
| TS38  | Normandie-Niemen → Léonard de Vinci → Pascal → CPAM → Meuse → Ranson → Théâtre → Berthelot → Lycée Coubertin                                                              |
| TS39  | Lycée Coubertin → Église de Blériot → Sangatte – Descenderie |
| TS40  | Berthelot → Théâtre → Nation → Renoir → Corot → Utrillo → Les Dryades → Marck – Mairie                                                                                    |
| TS41  | Léonard de Vinci → Pascal → Vic → Théâtre → Berthelot → Lycée Coubertin                                                                                                   |
| TS42  | Guînes – 4 Vents → Planche Tournoire → Pont de Coulogne → Montréal → Fontinettes → Théâtre → Berthelot → Lycée Coubertin                                                  |
| TS44  | Lycée Coubertin → Berthelot → Théâtre → Fontinettes → Montréal → Pont de Coulogne → Planche Tournoire → Guînes – La Bien Assise → Mairie de Pihen-lès-Guînes              |

## Anciennes lignes

### Réseau Calais Opale Bus en 2005
En 2005, le réseau Calais Opale Bus est composé de 11 lignes régulières et d'une navette de centre-ville nommée Balad'in.

### Réseau Calais Opale Bus en 2008
En 2008, le réseau Calais Opale Bus est composé de 11 lignes régulières, d'une navette de centre-ville nommée Balad'in et d'une ligne estivale appelée Div'in.

### Réseau Imag'in en 2010
En 2010, le réseau Imag'in est composé de 10 lignes régulières, d'une navette de centre-ville nommée Balad'in et d'une ligne estivale appelée Div'in.

### Réseau Imag'in en 2013
En 2013, le réseau Imag'in est composé de 10 lignes régulières, d'une navette de centre-ville nommée Balad'in, d'une navette fluviale nommée Majest'in et d'une ligne estivale appelée Div'in.

### Réseau de soirée
Le réseau de soirée était composé de deux lignes circulant le vendredi et le samedi appelées NuitOpale.
| Ligne     | Caractéristiques | Caractéristiques              | Caractéristiques              | Caractéristiques              | Caractéristiques              | Caractéristiques              | Caractéristiques                         | Caractéristiques              | Caractéristiques              |
| Est-Ouest | NuitOpale Est-Ouest | NuitOpale Est-Ouest           | NuitOpale Est-Ouest           | NuitOpale Est-Ouest           | NuitOpale Est-Ouest           | NuitOpale Est-Ouest           | NuitOpale Est-Ouest                      | NuitOpale Est-Ouest           | NuitOpale Est-Ouest           |
| Est-Ouest | Cité Europe ⥋ Mairie de Marck | Cité Europe ⥋ Mairie de Marck | Cité Europe ⥋ Mairie de Marck | Cité Europe ⥋ Mairie de Marck | Cité Europe ⥋ Mairie de Marck | Cité Europe ⥋ Mairie de Marck | Cité Europe ⥋ Mairie de Marck            | Cité Europe ⥋ Mairie de Marck | Cité Europe ⥋ Mairie de Marck |
| --------- | --- | ----------------------------- | ----------------------------- | ----------------------------- | ----------------------------- | ----------------------------- | ---------------------------------------- | ----------------------------- | ----------------------------- |
| Est-Ouest | Ouverture / Fermeture — / 2 janvier 2017 | Longueur 24,7 km              | Durée 40-45 min               | Nb. d’arrêts 54               | Matériel —                    | Jours de fonctionnement V, S  | Jour / Soir / Nuit / Fêtes N / O / O / N | Voy. / an —                   | Exploitant STCE               |
| Est-Ouest | Desserte : - Communes : Coquelles – Calais – Marck - Principaux lieux desservis : Cité Europe, Z.A.C de la Cité Europe, Z.A.C de la Française, Théâtre Le Channel, Centre-ville de Calais, Centre commercial Cœur de vie, Théâtre de Calais, Parc Saint-Pierre, Gare de Calais-Ville, Citadelle, Port de plaisance de Calais, Pôle universitaire de Calais, I.U.T. Côte d'Opale, Z.I. du Beau-Marais.                          |                               |                               |                               |                               |                               |                                          |                               |                               |
| Est-Ouest | Autre : - Amplitude horaire et fréquence : La ligne circule les vendredis et samedis soir avec 2 départs de Mairie de Marck à 20 h 20 et 22 h 15, et 2 départs de Cité Europe à 21 h 30 et 0 h 20. |                               |                               |                               |                               |                               |                                          |                               |                               |
| Est-Ouest | Dernière actualisation : — |                               |                               |                               |                               |                               |                                          |                               |                               |
| Nord-Sud  | NuitOpale Nord-Sud | NuitOpale Nord-Sud            | NuitOpale Nord-Sud            | NuitOpale Nord-Sud            | NuitOpale Nord-Sud            | NuitOpale Nord-Sud            | NuitOpale Nord-Sud                       | NuitOpale Nord-Sud            | NuitOpale Nord-Sud            |
| Nord-Sud  | Cité Europe ⥋ La Bien Assise par Sangatte et Coulogne |                               |                               |                               |                               |                               |                                          |                               |                               |
| Nord-Sud  | Ouverture / Fermeture — / 2 janvier 2017 | Longueur 36,9 km              | Durée 55 min                  | Nb. d’arrêts 73               | Matériel —                    | Jours de fonctionnement V, S  | Jour / Soir / Nuit / Fêtes N / O / O / N | Voy. / an —                   | Exploitant STCE               |
| Nord-Sud  | Desserte : - Communes : Coquelles – Sangatte – Blériot-Plage – Calais – Coulogne – Hames-Boucres – Guînes - Principaux lieux desservis : Cité Europe, Z.A.C de la Cité Europe, VVF Blériot-Plage, Plage de Calais, Port de plaisance de Calais, Citadelle, Centre-ville de Calais-Ville, Gare de Calais-Ville, Parc Saint-Pierre, Théâtre de Calais, Centre commercial Cœur de vie, Gare des Fontinettes, Z.A.C. Saint-Pierre. |                               |                               |                               |                               |                               |                                          |                               |                               |
| Nord-Sud  | Autre : - Amplitude horaire et fréquence : La ligne circule les vendredis et samedis soir avec 2 départs de La Bien Assise à 20 h 5 et 22 h 30, et 2 départs de Cité Europe à 21 h 30 et 0 h 20. |                               |                               |                               |                               |                               |                                          |                               |                               |
| Nord-Sud  | Dernière actualisation : — |                               |                               |                               |                               |                               |                                          |                               |                               |

## Vel'in
Vel'in est le système de location de vélos en libre-service de Calais. Ce service fonctionne tous les jours et à toutes les heures. Il est composé de 71 stations et de plus de 400 vélos.

### Tarifs
L'abonnement au service Vel'in est gratuit. La première heure d'utilisation est gratuite à chaque location, un supplément de 2 € est appliqué pour chaque tranche d'une heure supplémentaire entamée.

### Stations
Il y a 71 stations Vel'in réparties sur les 9 communes de la communauté d'agglomération Grand Calais Terres et Mers ainsi que dans la commune de Guînes.

## Velect'in
Velect'in est le système de location de vélos à assistance électrique en libre-service de Calais. Ce service fonctionne tous les jours et à toutes les heures. Il est composé de 7 stations.

### Tarifs
La location d'un Velect'in coûte 1 € pour chaque tranche de 30 minutes entamée.

### Stations
Il y a 7 stations Velect'in.
| Nom                 | Commune       | Coordonnées GPS             |
| ------------------- | ------------- | --------------------------- |
| Théâtre             | Calais        | 50° 56′ 50″ N, 1° 51′ 14″ E |
| Gare SNCF           | Calais        | 50° 57′ 12″ N, 1° 51′ 05″ E |
| Pluviose            | Calais        | 50° 57′ 54″ N, 1° 50′ 37″ E |
| Université          | Calais        | 50° 57′ 08″ N, 1° 52′ 45″ E |
| Mairie de Blériot   | Blériot-Plage | 50° 57′ 31″ N, 1° 49′ 30″ E |
| Mairie de Coquelles | Coquelles     | 50° 56′ 09″ N, 1° 48′ 00″ E |
| Mairie de Marck     | Marck         | 50° 56′ 58″ N, 1° 57′ 21″ E |

## Abricyclette
Abricyclette est le service d'abris vélos sécurisés organisé par le SITAC. Ces abris sont accessibles tous les jours et à toutes les heures avec une carte à puce sans contact émise après inscription au service auprès de l'espace Vivabus. Deux abris sont disponibles, l'un situé sur le parvis de la gare de Calais-Ville, l'autre situé rue Neuve à Calais à proximité du théâtre.

## Exploitation du réseau

### Arrêts
Le réseau est composé de 282 arrêts. Le plus important d'entre eux, l'arrêt Calais – Gare, est équipé d'écrans informant des temps d'attente et de la position en temps réel des prochains bus.

### Amplitude horaire
Les bus circulent du lundi au samedi de 5 h 45 à 20 h 50 (le vendredi jusqu'à 21 h 30) et les dimanches et jours fériés de 9 h 15 à 20 h 35. Il n'y a pas de circulations les 1er janvier, 1er mai, 8 mai, jeudis de l'Ascension, 11 novembre et 25 décembre.

### Centre bus du Fort-Nieulay
Le centre bus du Fort-Nieulay est le siège sociale de la STCE, exploitant du réseau. Il est composé de bureaux pour l'administration, d'un atelier, d'une station de lavage, d'une station service et d'emplacements pour le stationnement des bus. Il est situé dans le quartier du Fort-Nieulay à Calais, rue Alphonse Huygues.

### Matériel roulant
Le matériel roulant est la propriété du SITAC et est exploité par la Société des Transports de Calais et Extensions (STCE), filiale du groupe Transdev. La société Transdev Littoral Nord affrète des véhicules en provenance du dépôt de Marck pour le compte du SITAC.
Le réseau de bus Imag'in est doté d'un parc de véhicules composé de minibus, autobus standards, articulés et autocars interurbains:

#### Parc de la STCE[40]

##### Minibus
| Constructeur | Modèle   | Nombre d'unités | Numéros de parc       | Période de mise en service      | Affectation(s) | Remarque(s) |
| ------------ | -------- | --------------- | --------------------- | ------------------------------- | -------------- | --- |
| Gruau        | Microbus | 5               | 101, 104-105, 108-109 | Entre Juin 2005 et Février 2008 | Balad'in       | 105 : Ex-Transdev Courriers Automobiles Picards depuis le 1er janvier 2010 108-109 : Ex-Keolis Boulogne-sur-Mer depuis le 1er mars 2022 |
| Karsan       | e-Jest   | 2               | 99-100                | Depuis Juin 2024                | Balad'in       | 99 : Ex-Keolis Littoral depuis le 1er novembre 2024                                                                                     |

##### Autobus standards
| Constructeur  | Modèle                  | Nombre d'unités | Numéros de parc | Période de mise en service       | Affectation(s)                     | Remarque(s)                                              |
| ------------- | ----------------------- | --------------- | --------------- | -------------------------------- | ---------------------------------- | -------------------------------------------------------- |
| Heuliez Bus   | GX 327                  | 5               | 50-54           | Depuis Octobre 2009              | 2 3 4 5 7 8 (+ circuits scolaires) | Ex-Transdev Aeroport Transit depuis le 1er décembre 2016 |
| Irisbus       | Citelis 12              | 1               | Inconnu         | Depuis Février 2006              | -                                  | Ex-Keolis CIF depuis le 1er février 2023                 |
| Irisbus       | Crealis Neo 12          | 8               | 90-97           | Entre Juin 2012 et Novembre 2013 | 2 3 4 7 8 (+ circuits scolaires)   | Véhicules arborant la livrée Imag'in dorée               |
| Iveco Bus     | Urbanway 12 Hybrid BHNS | 2               | 10-11           | Entre Mai 2016 et Décembre 2016  | 2 3 4 7 8                          | 11 : Ex-Transdev Chambéry depuis le 1er septembre 2018   |
| Mercedes-Benz | Citaro Facelift         | 7               | 20-26           | Entre Août 2011 et Décembre 2013 | 2 3 (+ circuits scolaires)         | Ex-Transdev CMT depuis le 1er décembre 2016              |
| Scania        | Omnicity 12 I           | 3               | 31-33           | Depuis Juin 2005                 | 7 8 (+ circuits scolaires)         | Véhicules arborant la livrée Imag'in mauve               |
| Scania        | Omnicity 12 II          | 2               | 29-30           | Depuis Mars 2007                 | 7 8 (+ circuits scolaires)         | Véhicules arborant la livrée Imag'in mauve               |
| Volvo         | 7700 II                 | 1               | 3               | Depuis Août 2008                 | 3 7 8                              | Ex-Transdev STAO PL depuis le 1er juin 2010              |

##### Autobus articulés
| Constructeur | Modèle                  | Nombre d'unités | Numéros de parc | Période de mise en service            | Affectation(s) | Remarque(s) |
| ------------ | ----------------------- | --------------- | --------------- | ------------------------------------- | -------------- | --- |
| Heuliez Bus  | GX 427                  | 3               | 42-44           | Depuis Octobre 2009                   | 1 1A 1B 2 4    | Ex-Transdev Aeroport Transit depuis le 1er décembre 2016                                                                    |
| Irisbus      | Citelis 18              | 8               | 45-46, 84-89    | Entre Novembre 2005 et Septembre 2006 | 1 1A 1B 2 3 4  | Ex-Keolis Lyon depuis les 1er mars 2021 (45-46), 1er février 2022 (84-85, 88), 1er mars 2022 (89) et 1er avril 2022 (86-87) |
| Iveco Bus    | Urbanway 18             | 1               | 122             | Depuis Juillet 2015                   | 1 1A 1B 2 3 4  | Ex-Disneyland Paris Transport depuis le 1er février 2024                                                                    |
| Iveco Bus    | Urbanway 18 BHNS        | 2               | 123-124         | Entre Septembre 2017 et Juin 2018     | 1 1A 1B 2 3 4  | Ex-Disneyland Paris Transport depuis les 1er avril 2024 (123) et 1er décembre 2024 (124)                                    |
| Iveco Bus    | Urbanway 18 Hybrid BHNS | 12              | 110-121         | Entre Décembre 2019 et Avril 2021     | 1 1A 1B 2 4    | Véhicules arborant la livrée Imag'in Hybride                                                                                |

##### Autocars interurbains
| Constructeur | Modèle     | Nombre d'unités | Numéros de parc | Période de mise en service      | Affectation(s) | Remarque(s)                               |
| ------------ | ---------- | --------------- | --------------- | ------------------------------- | -------------- | ----------------------------------------- |
| Ayats        | Bravo City | 2               | 2, 4            | Entre Janvier 2008 et Mars 2019 | 5 Div'in       | Véhicules arborant la livrée Div'in bleue |

#### Parc de Transdev Littoral Nord[41]

##### Autobus standards
| Constructeur  | Modèle     | Nombre d'unités | Numéros de parc | Période de mise en service     | Affectation(s)              | Remarque(s)                                           |
| ------------- | ---------- | --------------- | --------------- | ------------------------------ | --------------------------- | ----------------------------------------------------- |
| Heuliez Bus   | GX 337     | 4               | 740-742, 746    | Entre Mai 2019 et Juillet 2020 | 4 6 10 13                   | Véhicules arborant la livrée Imag'in mauve            |
| Irisbus       | Citelis 12 | 1               | 735             | Depuis Avril 2013              | 6 10 (+ circuits scolaires) | Ex-Littoral Nord Autocars depuis le 1er février 2019  |
| Mercedes-Benz | Citaro C2  | 1               | 749             | Depuis Juillet 2020            | 4 6 10 13                   | Ex-Transdev Picardie Acary depuis le 1er octobre 2022 |

##### Autocars interurbains
| Constructeur | Modèle           | Nombre d'unités | Numéros de parc | Période de mise en service       | Affectation(s)                 | Remarque(s)                                                                         |
| ------------ | ---------------- | --------------- | --------------- | -------------------------------- | ------------------------------ | ----------------------------------------------------------------------------------- |
| Irisbus      | Crossway LE City | 1               | 724             | Depuis Janvier 2012              | 6 10 13 (+ circuits scolaires) | Ex-Voyages et Transports de Normandie Interurbain (VTNI) depuis le 1er février 2019 |
| Iveco Bus    | Crossway LE City | 3               | 743-744, 750    | Entre Février 2020 et Avril 2023 | 4 6 10 13                      | Véhicules arborant la livrée Imag'in mauve                                          |
| Iveco Bus    | Crossway Pop     | 1               | 284             | Depuis Novembre 2020             | 12                             | Véhicule arborant la livrée Imag'in Transdev Littoral Nord                          |

## Tarification
Le réseau Imag'in est gratuit tous les jours.

### Ancienne tarification
Voici les différents tarifs appliqués sur le réseau Imag'in jusqu'en décembre 2019.

#### Tickets
| Tickets            | Tarifs | Description                                                                                |
| ------------------ | ------ | ------------------------------------------------------------------------------------------ |
| Ticket occasionnel | 1,20 € | Valable 45 minutes à partir de l'émission, correspondances comprises. Vendu à bord du bus. |
| Pass Bus           | 3,40 € | Valable le jour de l'émission. Vendu à bord du bus                                         |
| Pass Tribu         | 6,90 € | Ticket pour les groupes de 5 personnes maximum. Valable une journée. Vendu dans le bus.    |
| Carnet 5 Voyages   | 5 €    | Vendus à bord du bus, à l'Espace Vivabus et chez les dépositaires.                         |

#### Abonnements
| Abonnement                | Tarifs | Description |
| ------------------------- | ------ | --- |
| Mensuel tout public Opale | 30 €   | Abonnement mensuel nominatif, nombre illimité de voyages du 1er au dernier jour du mois sur l'ensemble du réseau. |
| Mensuel jeune -26 ans     | 15 €   | Abonnement mensuel nominatif destiné aux moins de 26 ans domiciliés dans une commune du SITAC ou étudiant effectuant un cycle post-bac sur l'agglomération, nombre illimité de voyages du 1er au dernier jour du mois sur l'ensemble du réseau. |
| Mensuel CMU-C             | 15 €   | Abonnement mensuel nominatif destiné aux bénéficiaires de la CMU-C, nombre illimité de voyages du 1er au dernier jour du mois sur l'ensemble du réseau.                                                                                         |

## Personnel d'exploitation
En 2014, le SITAC emploiyait 131 personnes.
En 2021, le SITAC emploie 158 personnes réparties comme suit :
- 112 conducteurs ;
- 12 agents d'exploitation ;
- 15 agents de maintenance ;
- 10 personnes employées dans la direction ou l'administration ;
- 6 personnes employées pour les services s'occupant des vélos ;
- 3 personnes en contrat professionnel.

## Chiffres clés
Les bus ont parcouru 2 369 280 kilomètres en 2014 dont 25 % sur la seule ligne 1.
Le réseau a enregistré 4 141 289 voyages en 2014 ce qui fait 39 voyages par habitant et par an.
En 2021, le réseau a enregistré 5 236 729 voyages, ce qui équivaut à 47 voyages par habitant et par an. La même année, les bus ont parcouru un total de 2 981 737 kilomètres.

## Galerie

### Logos

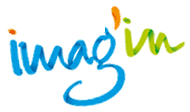
Logo du réseau Imag'in du 4 janvier 2010 jusqu'au 1er janvier 2017.
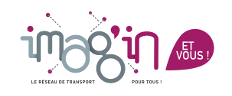
Logo à partir du 2 janvier 2017.